# Trinity College (Dublin)
Pour les articles homonymes, voir Trinity College.
Le Trinity College (irlandais : Coláiste na Tríonóide) est le seul collège constituant de l'université de Dublin, une université de recherche située à Dublin, en Irlande.
Officiellement le College of the Holy and Undivided Trinity of Queen Elizabeth near Dublin, il a été fondé en 1592 par la reine Élisabeth Ire en tant que « mère d'université » sur le modèle des universités collégiales d'Oxford et de Cambridge, mais contrairement à ces institutions affiliées, un seul collège a été créé ; à ce titre, les désignations « Trinity College » et « université de Dublin » sont généralement synonymes pour des raisons pratiques.
Première université irlandaise par son ancienneté et par son importance, elle fait partie de l'une des sept anciennes universités du Royaume-Uni et de l'Irlande. L'admission est basée exclusivement sur le mérite académique. Ses recherches portent sur les nanotechnologies, l'informatique, l'immunologie, les mathématiques, l'ingénierie, la psychologie, les sciences politiques, l'anglais et les sciences humaines et sociales.
Avec une collection d'environ sept millions de livres imprimés et de manuscrits, la bibliothèque du Trinity College est une bibliothèque de dépôt légal d'Irlande et la seule en Irlande ayant des droits similaires à ceux du Royaume-Uni. Une partie de l'ancienne bibliothèque est ouverte au public et abrite le Livre de Kells, un manuscrit décoratif du VIIIe siècle. Elle attire plus de 600 000 visiteurs par an, ce qui en fait la troisième attraction touristique la plus visitée de Dublin.
Le nombre total d'étudiants en 2016 était de 18 174. Parmi eux, 12 224 étaient inscrits dans des programmes de premier cycle et 5 950 dans des programmes de troisième cycle. En outre, 3 220 nouveaux étudiants étaient inscrits dans des programmes de premier cycle (sur 18 469 candidats au bureau central de demande),. En 2016, le nombre total de membres du corps enseignant était de 2 624. Parmi eux, 1 663 sont des enseignants et du personnel et 961 sont des chercheurs sous contrat et des enseignants professionnels.
Le Trinity College a été classé 43e au monde par le classement mondial des universités QS en 2009 et est actuellement classé 75e au monde et 1er en Irlande

## Histoire

### Les débuts

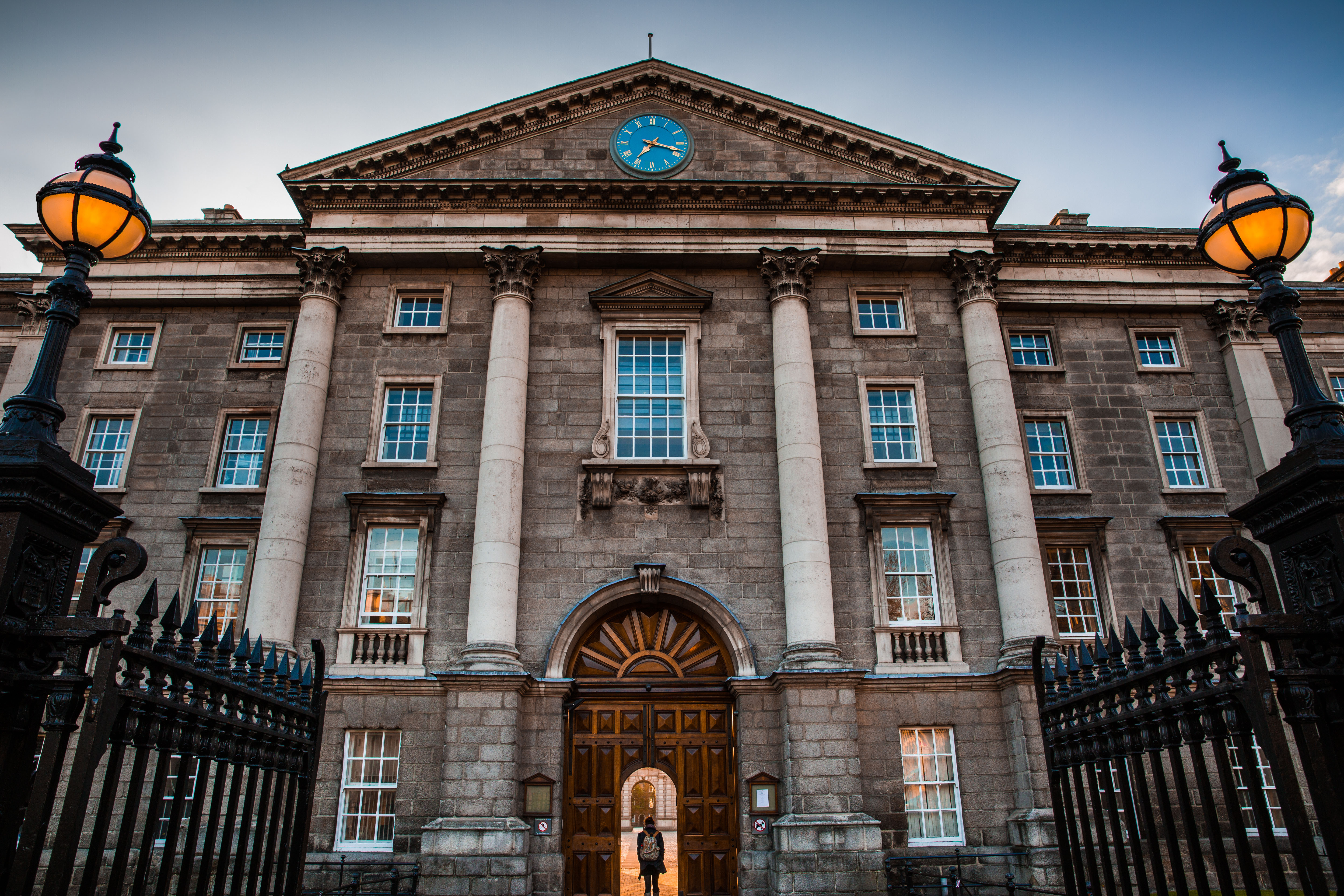
L'entrée principale du Trinity College, l'université de Dublin.

La première université de Dublin (connue sous le nom d'université médiévale de Dublin et sans lien avec l'université actuelle) a été créée par le Pape en 1311, et a eu un Chancelier, des professeurs et des étudiants (protégés par la Couronne) pendant de nombreuses années, avant de prendre fin à la Réforme.
À la suite de cela, et d'un débat sur une nouvelle université à la cathédrale Saint Patrick, en 1592, un petit groupe de citoyens de Dublin a obtenu une charte sous forme de lettres patentes de la reine Élisabeth incorporant le Trinity College sur l'ancien site du monastère All Hallows, au sud-est des murs de la ville, fourni par la Dublin Corporation. Le premier Provost du collège était l'archevêque de Dublin, Adam Loftus (dont l'ancien collège de Cambridge a donné le nom à l'institution), et il a reçu deux premiers boursiers, James Hamilton et James Fullerton. Deux ans après la fondation, quelques fellows et étudiants ont commencé à travailler dans le nouveau collège, qui s'étendait alors autour d'une petite place.
Au cours des cinquante années suivantes, la communauté a augmenté les dotations, y compris des propriétés foncières considérables, a obtenu de nouvelles bourses, a acquis les livres qui ont constitué la base de la grande bibliothèque, a élaboré un programme d'études et a rédigé des statuts. Les lettres patentes de fondation ont été modifiées par les monarques successifs à plusieurs reprises, comme par Jacques Ier en 1613 et plus particulièrement en 1637 par Charles Ier (qui a fait passer le nombre de boursiers de sept à seize, a créé le conseil d'administration - puis le Provost et les sept fellows principaux - et a réduit la taille du groupe de Visiteurs) et complétées jusqu'au règne de la reine Victoria (et plus tard encore modifiées par l'Oireachtas en 2000).

### XVIIIeetXIXesiècles

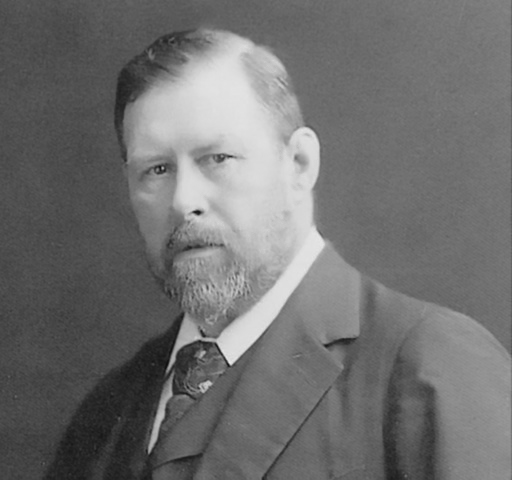
Bram Stoker, auteur de Dracula.

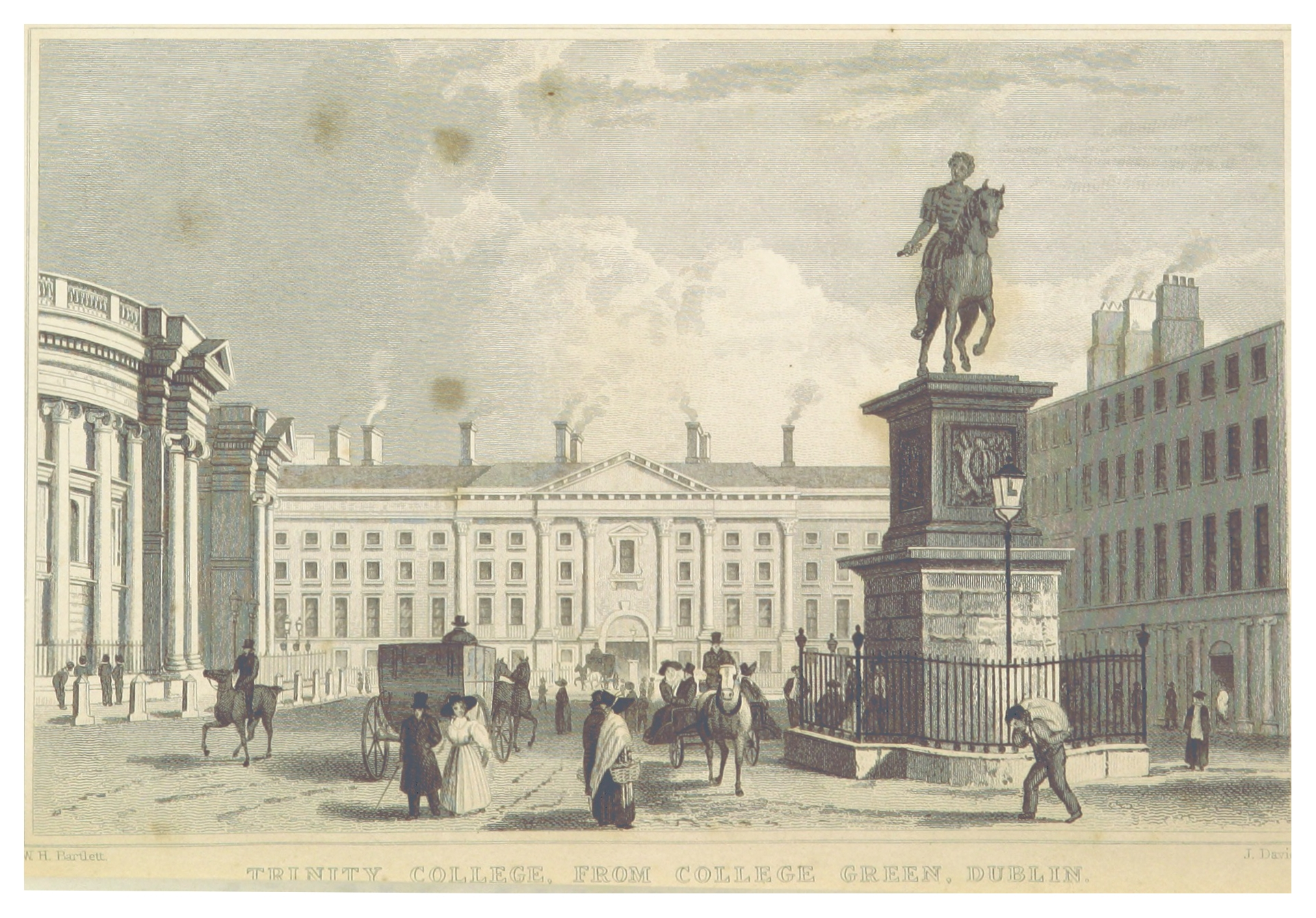
Le Trinity College au milieu du XIXe siècle.

Sceau du Trinity College.

Au XVIIIe siècle, le Trinity College était considéré comme l'université de l'Ascension Protestante. Le Parlement, réuni de l'autre côté du College Green, accordait de généreuses subventions pour la construction. Le premier bâtiment de cette période fut l'ancienne bibliothèque (Old Library), commencée en 1712, suivie de l'imprimerie (Printing House) et de la salle à manger (Dining Hall). Au cours de la seconde moitié du siècle, la place du Parlement a lentement émergé. La grande allée de bâtiments a été complétée au début du XIXe siècle par Botany Bay, la place qui tire son nom en partie du jardin d'herbes aromatiques qu'elle contenait autrefois (et qui a été remplacé par les propres jardins botaniques du Trinity College). Après les premières étapes de l'émancipation catholique, les catholiques ont été autorisés à demander leur admission en 1793, avant le changement équivalent à l'université de Cambridge et à l'université d'Oxford. Certains handicaps sont restés. En décembre 1845, le politicien britannique, Denis Caulfield Heron, a fait l'objet d'une audience au Trinity College. Heron avait déjà été examiné et, au mérite, déclaré érudit du collège mais n'avait pas été autorisé à prendre sa place en raison de sa religion catholique. Heron a fait appel devant les tribunaux qui ont émis une ordonnance de mandamus exigeant que l'affaire soit jugée par l'Archevêque de Dublin et le Primat d'Irlande. La décision de Richard Whately et de John George de la Poer Beresford était que Heron resterait exclu de la bourse d'études. Cette décision a confirmé que la position juridique demeurait que les personnes qui n'étaient pas anglicanes (les presbytériens étaient également touchés) ne pouvaient pas être élues à une bourse d'études ou de recherche, ni devenir professeur. Cependant, moins de trois décennies plus tard, tous les handicaps imposés aux catholiques ont été abrogés, car en 1873, tous les tests religieux ont été abolis, sauf pour l'entrée à l'école de théologie. Cependant, les évêques catholiques irlandais ont réagi à la facilité accrue, due à ces changements, avec laquelle les catholiques pouvaient fréquenter une Institution que les évêques considéraient comme entièrement protestante dans son ethos, et à la lumière de la création de l'université catholique, en 1871, ils ont mis en place une interdiction générale d'entrée des catholiques au Trinity College, à quelques exceptions près. « L'interdiction », malgré sa longévité, est associée dans l'esprit populaire à l'archevêque de Dublin John Charles McQuaid, car il a été chargé de faire respecter l'interdiction de 1956 jusqu'à ce qu'elle soit annulée par les évêques catholiques d'Irlande en 1970, peu avant la retraite de McQuaid. Avant 1956, c'était la responsabilité de l'évêque local.
Le XIXe siècle a également été marqué par d'importants développements dans les écoles professionnelles. L'école de droit a été réorganisée après le milieu du siècle. L'enseignement médical y était dispensé depuis 1711, mais ce n'est qu'après la création de l'école sur une base solide par la législation de 1800, et sous l'inspiration d'un certain Macartney, qu'elle a pu jouer pleinement son rôle, avec des professeurs tels que Graves et Stokes, dans la grande époque de la médecine de Dublin. L'école d'ingénieurs a été créée en 1842 et a été l'une des premières du genre en Irlande et en Grande-Bretagne.

### XXesiècle

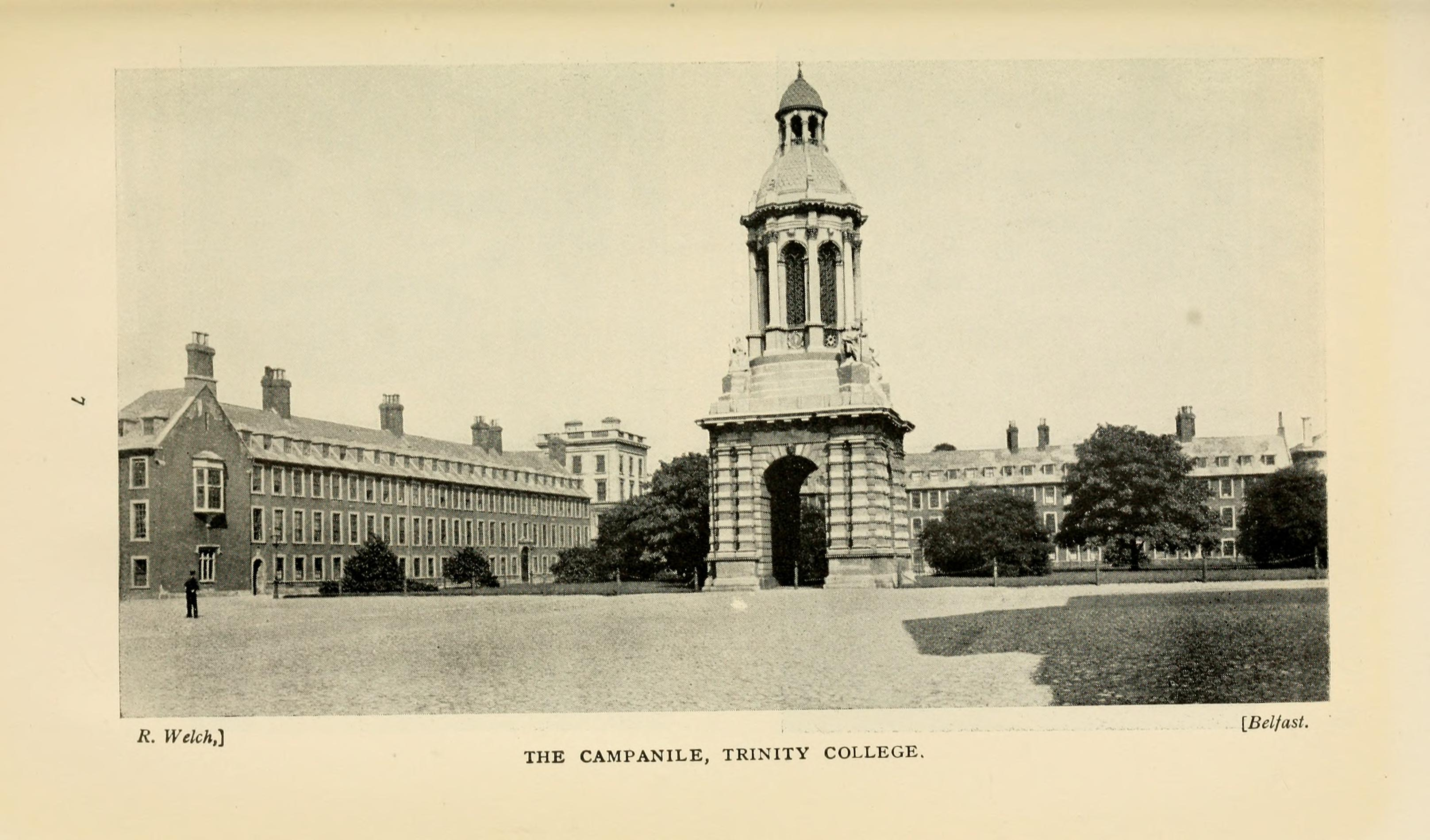
Le Campanile en 1919.

En avril 1900, la reine Victoria a visité le College Green à Dublin.
Les femmes ont été admises au Trinity College en tant que membres à part entière pour la première fois en 1904. De 1904 à 1907, des femmes d'Oxford et de Cambridge sont venues au Trinity College pour recevoir leur diplôme ad eundem et étaient connues sous le nom de Steamboat Ladies.
En 1907, le secrétaire en chef pour l'Irlande a proposé la reconstitution de l'université de Dublin. Un « Comité de défense de l'université de Dublin » a été créé et a réussi à faire campagne contre toute modification du statu quo, tandis que le rejet de l'idée par les évêques catholiques a assuré son échec au sein de la population catholique. Les évêques s'inquiétaient surtout des vestiges de Catholic University of Ireland, qui seraient intégrés dans une nouvelle université qui, en raison du Trinity College, ferait partie de l'Église anglicane. Finalement, cet épisode a conduit à la création de l'université nationale d'Irlande. Le Trinity College était l'une des cibles des forces de l'Armée des volontaires et des citoyens lors de l'Insurrection de Pâques 1916, mais il a été défendu avec succès par un petit nombre d'étudiants unionistes, dont la plupart étaient membres du Officers' Training Corps. De juillet 1917 à mars 1918, la Convention irlandaise s'est réunie au Collège pour tenter d'aborder les conséquences politiques de l'insurrection de Pâques. Par la suite, après l'échec de la Convention à parvenir à un « accord substantiel », l'État libre d'Irlande a été créé en 1922. Dans la période qui a suivi l'indépendance, le Trinity College a souffert d'une relation froide avec le nouvel État. Le 3 mai 1955, le Provost, Dr A.J. McConnell, a souligné dans un article de l'Irish Times que certaines bourses du Conseil de comté financées par l'État excluaient le Trinity College de la liste des établissements agréés. Cela, suggérait-il, constituait une discrimination religieuse, interdite par la constitution.

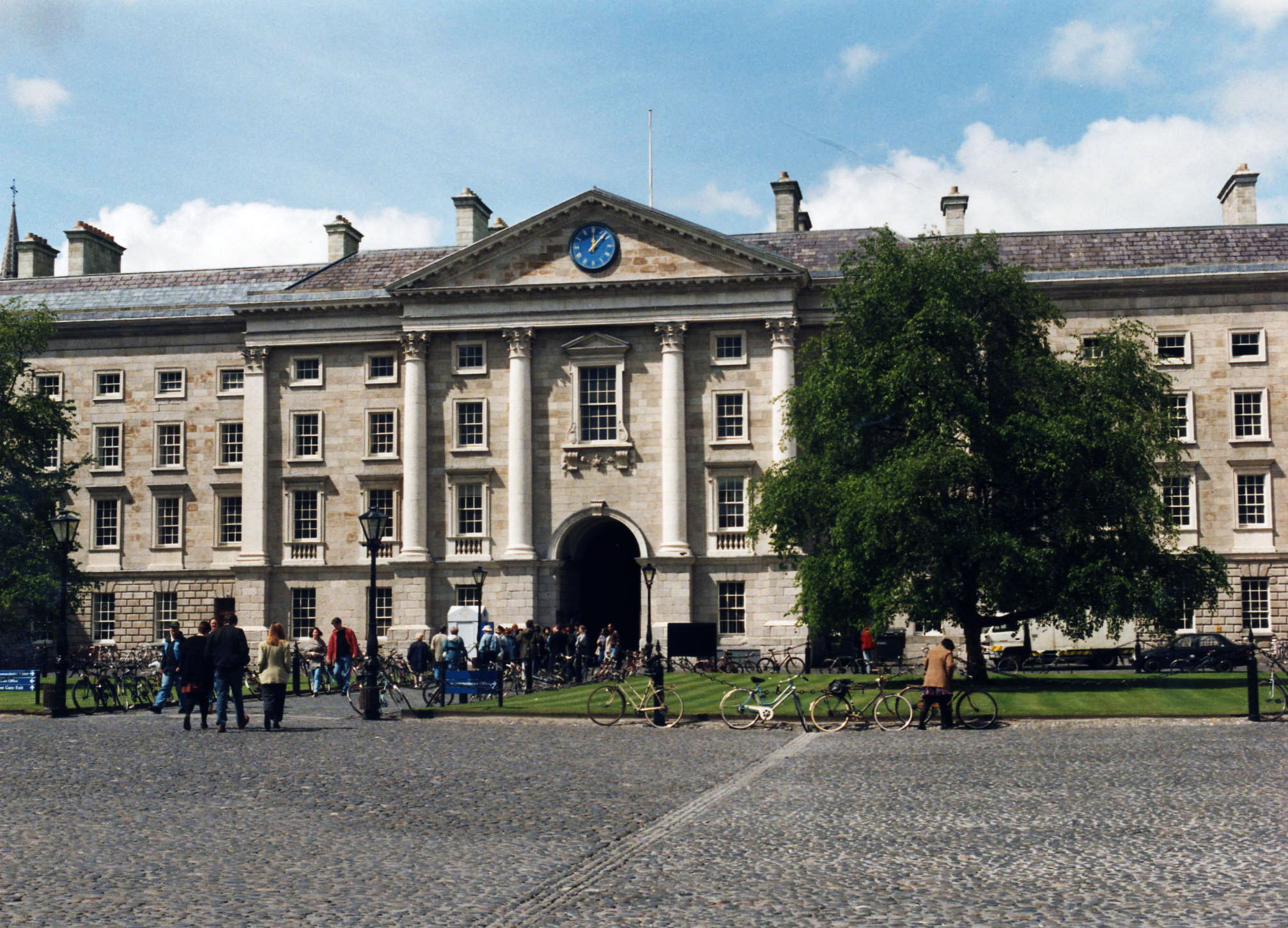
La cour principale.

L'école de commerce a été créée en 1925, et l'école des études sociales en 1934. En 1934 également, la première femme professeur a été nommée.
En 1958, le premier catholique est entré au Bureau de la Trinity en tant que Senior Fellow.
En 1962, l’école de commerce et l'école des études sociales ont fusionné pour former l'école de commerce et des études sociales. En 1969, les différentes écoles et départements ont été regroupés en facultés comme suit : Arts (lettres et sciences humaines) ; Commerces, économiques et sociales ; Sciences de l'ingénierie et des systèmes ; Sciences de la santé (depuis octobre 1977, tous les enseignements de premier cycle en sciences dentaires dans la région de Dublin se trouvent au Trinity College) ; Science.
En 1970, l'Église catholique a levé l'interdiction faite aux catholiques de fréquenter le collège sans dispense spéciale. Dans le même temps, les autorités du Trinity College ont invité à nommer un aumônier catholique qui serait basé dans le collège. Il y a maintenant deux aumôniers catholiques de ce type.
À la fin des années 1960, il a été proposé que l'University College de Dublin, de l'université nationale d'Irlande, devienne un collège constitutif de l'université de Dublin nouvellement reconstituée. Ce plan, suggéré par Brian Lenihan et Donogh O'Malley, a été abandonné après l'opposition des étudiants du Trinity College.
À partir de 1975, les Colleges of Technology qui formaient l'Institut de technologie de Dublin (aujourd'hui l'université technologique de Dublin) ont vu leurs diplômes conférés par l'université de Dublin. Cet arrangement a été interrompu en 1998 lorsque l'institut a obtenu des pouvoirs propres de délivrance de diplômes.
L'école de pharmacie a été créée en 1977 et, à peu près à la même époque, la faculté de médecine vétérinaire a été transférée à l'University College Dublin. Le nombre d'étudiants a fortement augmenté au cours des années 1980 et 1990, le nombre total d'inscriptions ayant plus que doublé, ce qui a entraîné une pression sur les ressources et le programme d'investissement qui s'est ensuivi.
En 1991, Thomas Noel Mitchell est devenu le premier catholique romain élu provost du Trinity College.

### XXIesiècle

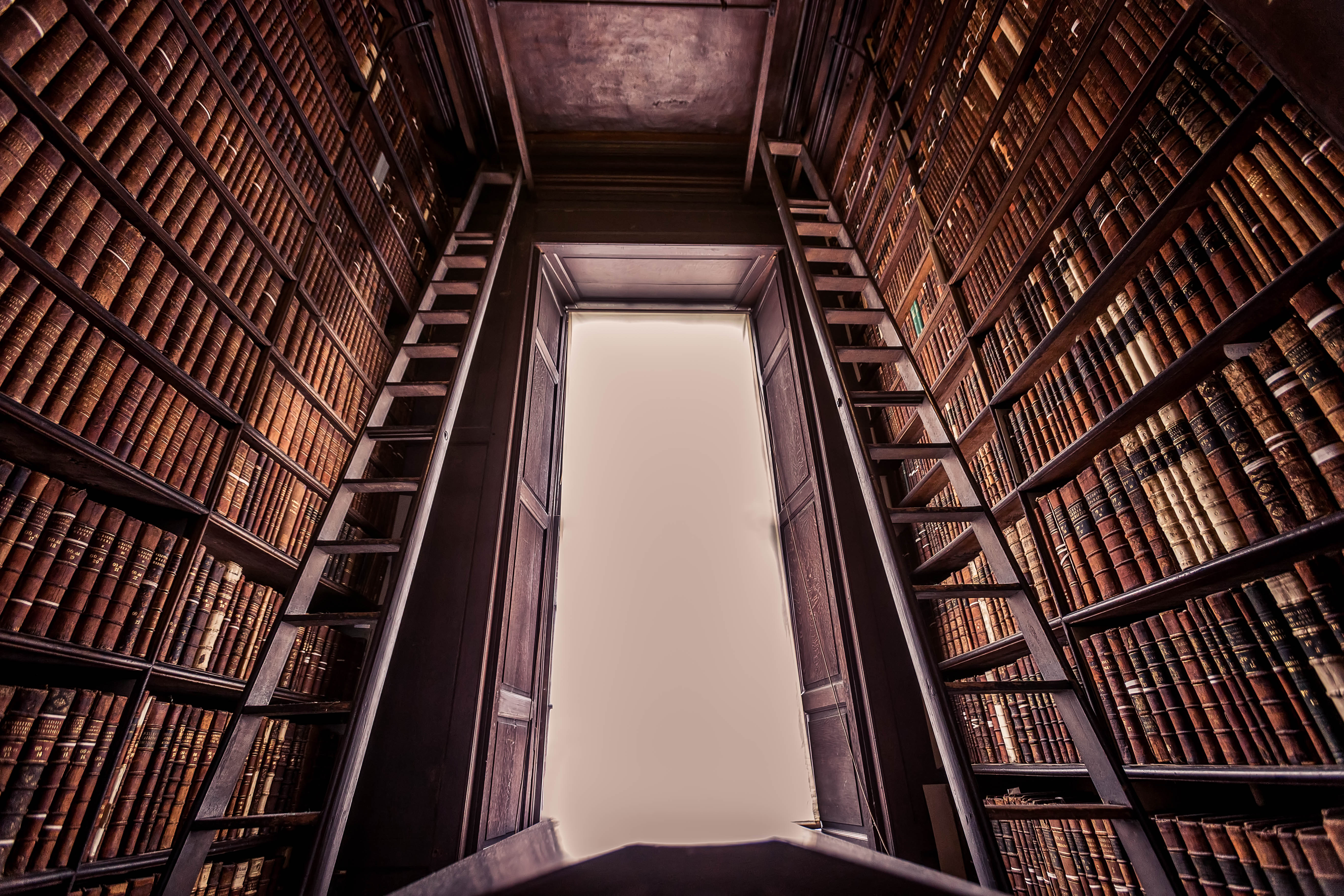
L'intérieur de l'ancienne bibliothèque.

Le Trinity College se trouve aujourd'hui au centre de Dublin. Au début du nouveau siècle, il a entrepris une révision radicale de ses structures académiques afin de réaffecter des fonds et de réduire les coûts administratifs, ce qui a eu pour résultat, par exemple, la réduction mentionnée de six à cinq à trois facultés, dans le cadre d'une restructuration ultérieure par une autorité gouvernementale ultérieure[pas clair]. Le plan stratégique décennal donne la priorité à quatre thèmes de recherche avec lesquels le collège cherche à rivaliser[pas clair] pour obtenir des fonds au niveau mondial. Les statistiques comparatives de financement examinant la différence entre les coûts unitaires des départements et les coûts globaux avant et après cette restructuration ne sont cependant pas apparentes[pas clair].
L'Institut de mathématiques Hamilton, au Trinity College, nommé en l'honneur de William Rowan Hamilton, a été lancé en 2005 et vise à améliorer le profil international des mathématiques irlandaises, à sensibiliser le public aux mathématiques et à soutenir la recherche mathématique locale par le biais d'ateliers, de conférences et d'un programme de visiteurs.

## Organisation
Le collège, officiellement constitué en tant que « The Provost, Fellows and Scholars of the College of the Holy and Undivided Trinity of Queen Elizabeth near Dublin », est dirigé par le Provost. Patrick Prendergast est le Provost depuis 2011,.

### Relation avec l'université de Dublin
Les termes « université de Dublin » et « Trinity College » sont généralement considérés comme synonymes à toutes fins utiles Ils ont été fondés après l'université d'Oxford et de Cambridge en Angleterre, qui ont adopté le système collégial dit « vieux de 400 ans » (par opposition aux collèges des États-Unis). Plutôt qu'une seule université, Oxford et Cambridge sont un groupe de collèges qui sont collectivement connus sous le nom d'université d'Oxford et de Cambridge. Et ces universités n'existent qu'en tant qu'établissements diplômants et les collèges dispensent l'enseignement. De même, l'université de Dublin n'existe qu'en tant qu'établissement diplômant, le collège dispensant l'enseignement, et le Trinity College est le seul à avoir été créé,..

### Gouvernance
La personnalité juridique du collège est composée du provost, des fellows et des boursiers Le collège est régi par ses statuts qui sont, en fait, la Constitution du collège. Les statuts sont de deux sortes, ceux qui à l'origine ne pouvaient être modifiés que par une charte royale ou des lettres patentes royales, et qui ne peuvent maintenant être modifiés que par une loi de l'Oireachtas et ceux qui peuvent être modifiés par le conseil d'administration mais seulement avec le consentement des boursiers. Lorsqu'un changement nécessite une législation parlementaire, la procédure habituelle est que le conseil demande le changement en déposant un projet de loi privé. Pour cela, le consentement de l'ensemble de la personnalité juridique est nécessaire, les boursiers votant aux côtés des fellows. Un exemple de changement nécessitant une législation parlementaire est une modification de la composition du Conseil d'administration. Cette dernière s'est produite lorsque la gouvernance du collège et de l'université a été révisée et reformulée par une loi de l'Oireachtas en 2000.

#### Provost

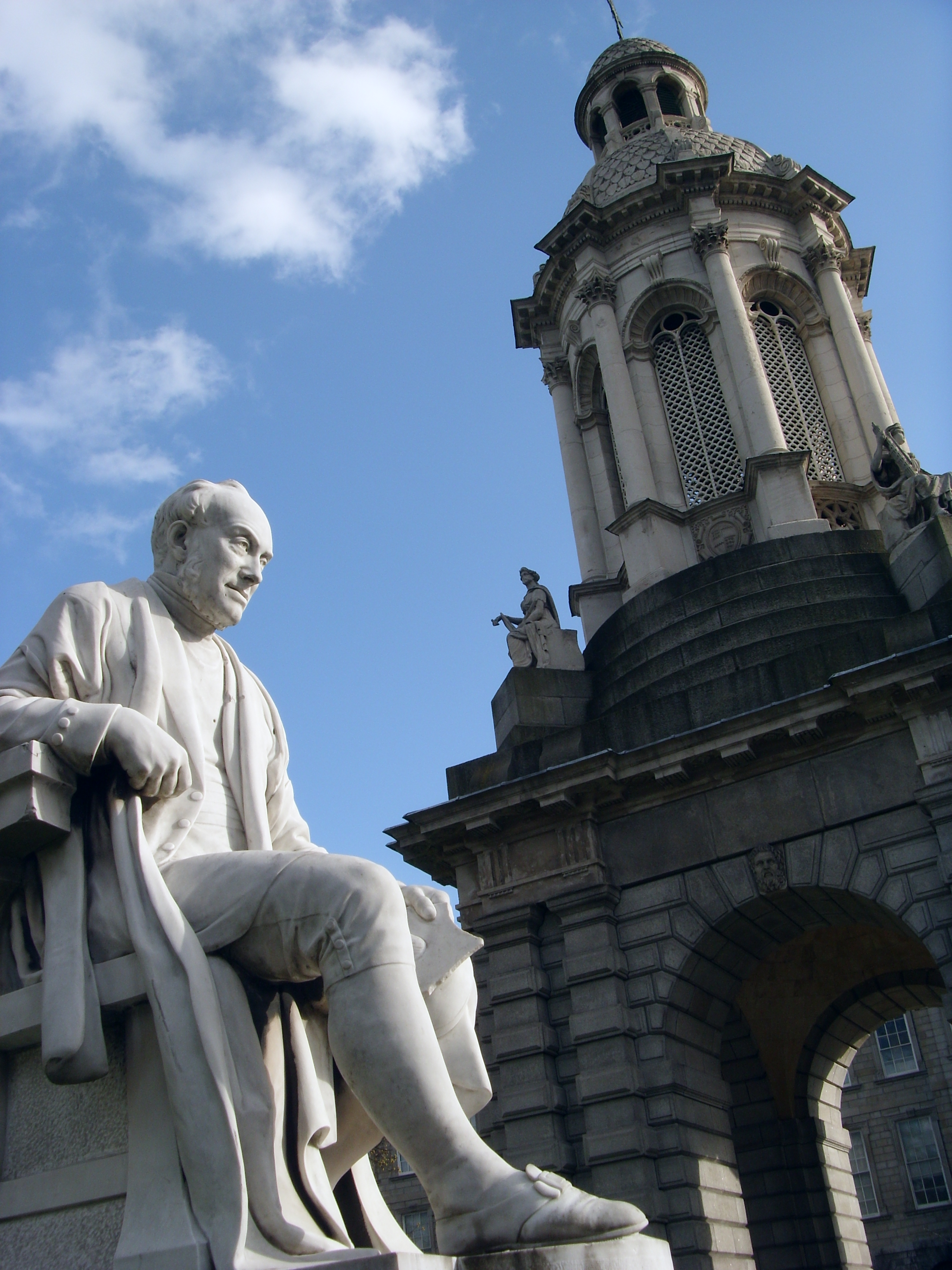
La statue de George Salmon et le Campanile sur le Parliament Square.

Le provost est élu pour un mandat de dix ans par un corps d'électeurs composé essentiellement de tout le personnel académique à plein temps et d'un très petit nombre d'étudiants. À l'origine, la provost était nommée à vie. Bien que le provost ait été élu par les boursiers au début, la nomination est rapidement devenue une nomination de la Couronne, reflétant l'importance croissante du collège et de la fonction de provost, qui est devenue à la fois prestigieuse et bien payée. Cependant, avec le temps, il est devenu habituel que les nominations ne soient faites qu'après avoir pris connaissance de l'opinion du collège, ce qui signifiait surtout l'opinion du conseil d'administration. Avec la création de l'État libre en 1922, le pouvoir de nomination est passé au gouvernement. Il était convenu que lorsqu'un poste était vacant, le collège fournissait au gouvernement une liste de trois candidats, parmi lesquels le choix serait fait. Le collège était autorisé à classer les candidats par ordre de préférence et, en pratique, le candidat le plus préféré était toujours nommé. Aujourd'hui, le provost, bien que toujours officiellement nommé par le gouvernement, est élu par le personnel et les représentants des étudiants, qui se réunissent en réunion électorale et votent par scrutin exhaustif jusqu'à ce qu'un candidat obtienne la majorité absolue ; le processus prend une journée. Le provost a la priorité sur tous les autres membres du collège, il agit en tant que directeur général et comptable et préside le conseil d'administration et le conseil. Le provost jouit également d'un statut spécial au sein de l'université de Dublin.

#### Fellows
Les fellows et les boursiers sont élus par le conseil d'administration. Les fellows étaient autrefois élus à vie sur la base d'un concours. Le nombre était fixé et un concours pour pourvoir un poste vacant avait lieu en cas de décès ou de démission d'un fellow. À l'origine, tout l'enseignement était dispensé par les fellows. Ils sont maintenant élus parmi les universitaires actuels du collège, ils servent jusqu'à l'âge de la retraite et il n'y a pas de limite formelle à leur nombre. Seule une minorité du personnel académique fait membre de fellow. L'élection d'un fellow est une reconnaissance pour le personnel qui a excellé dans son domaine et, en tant que telle, équivaut à une promotion pour ceux qui la reçoivent. Toute personne nommée à un poste de professeur qui n'est pas déjà fellow est élue boursier à la prochaine occasion.

#### Boursiers
Les boursiers continuent d'être sélectionnés par concours de l'organisme de premier cycle. L'examen pour l'obtention d'une bourse d'études est maintenant établi en fonction des différents cursus de premier cycle. (Il y a donc un examen de bourse en histoire, en mathématiques ou en génie, etc.) L'examen de bourse est passé en deuxième année d'un cursus de quatre ans (bien que, dans des circonstances particulières, comme la maladie, le deuil ou des études à l'étranger pendant la deuxième année, la permission peut être donnée de passer l'examen en troisième année). En théorie, un étudiant peut passer l'examen dans n'importe quelle matière, et pas seulement dans celle qu'il étudie. Il conserve sa bourse jusqu'à ce qu'il soit en « maîtrise », c'est-à-dire trois ans après l'obtention de sa licence. (La plupart des étudiants sont donc des boursiers pour une période de cinq ans).
Les fellows ont le droit de résider gratuitement dans le collège ; la plupart des fellows n'exercent pas ce droit dans la pratique, l'obligation légale de leur fournir un logement étant remplie par la mise à disposition d'un bureau. Les boursiers ont également le droit de résider gratuitement dans le collège, ils reçoivent également une allocation, et se font payer les frais des cours qu'ils suivent au sein du collège. Cependant, en raison de la pression exercée sur le logement du collège, les boursiers n'ont plus le droit (comme c'était le cas auparavant) de libérer des chambres pour toute la durée de leur bourse s'ils cessent d'être étudiants. Les fellows et les boursiers ont également droit à un repas gratuit par jour, généralement le soir, appelé Commons. Les boursiers conservent le droit à des repas gratuits pendant toute la durée de leur bourse, même après l'obtention de leur diplôme, et lorsqu'ils cessent d'être étudiants, s'ils choisissent de l'exercer.

#### Le Conseil d'administration
Outre le provost, les fellows et les boursiers, le Trinity College dispose d'un conseil d'administration (datant de 1637), qui assure la gouvernance générale. À l'origine, le conseil d'administration se composait uniquement du provost et des Senior Fellows. Il y avait sept Senior Fellows, définis comme étant les sept fellows qui avaient servi le plus longtemps, le Fellowship à ce moment-là étant à vie, sauf en cas de démission. Au fil des années, un élément de représentation a été ajouté, par exemple en ayant des représentants élus des Junior Fellows et des professeurs qui n'étaient pas fellows, la dernière révision avant l'indépendance de l'Irlande ayant été faite par des lettres patentes royales en 1911. À cette époque, il y avait, en plus des Senior Fellows, deux représentants élus des professeurs qui n'étaient pas fellows et des représentants élus des Junior Fellows. Au fil des ans, bien qu'aucune révision formelle n'ait eu lieu, en partie en raison de la complexité du processus, un certain nombre de représentants supplémentaires ont été ajoutés au Conseil mais en tant qu'« observateurs » et non pas en tant que membres votants à part entière. Il s'agissait notamment de représentants du personnel académique qui n'étaient pas des fellows, et de représentants des étudiants. En pratique, tous les participants aux réunions du Conseil d'administration ont été traités sur un pied d'égalité, les votes, même s'ils n'étaient pas fréquents, se faisant à main levée. Mais il restait que, légalement, seuls les membres à part entière du conseil d'administration pouvaient faire enregistrer leurs votes et qu'il était de convention qu'ils ratifient toujours la décision prise à main levée.
La gouvernance du Trinity College a ensuite été officiellement modifiée en 2000, par l'Oireachtas, dans le cadre d'une législation proposée par le conseil d'administration du collège et approuvée par l'organisme corporatif, à savoir la loi de 2000 sur le Trinity College de Dublin (modification des chartes et des lettres patentes). Cette loi a été introduite séparément de la loi sur les universités de 1997,. Elle stipule que le conseil d'administration doit comprendre :
- Le provost, le vice-provost et le chef des études, le maître de conférences, le registraire et l'intendant ;
- Six fellows ;
- Cinq membres du personnel académique qui ne sont pas des fellows, dont au moins trois doivent avoir un rang qui n'est pas supérieur à celui de maître de conférences ;
- Deux membres du personnel académique ayant le rang de professeur ;
- Trois membres du personnel non universitaire ;
- Quatre étudiants du collège, dont au moins un étudiant de troisième cycle ;
- Un membre, qui n'est ni un employé ni un étudiant du collège, choisi par un comité du conseil d'administration parmi les nominations faites par des organisations « représentatives des intérêts commerciaux ou professionnels que le conseil d'administration juge appropriés » ;
- Un membre nommé par le ministre de l'éducation et des compétences après consultation du provost.

#### Le Conseil
Il existe un Conseil (datant de 1874), qui supervise les questions académiques. Toutes les décisions du conseil nécessitent l'approbation du conseil d'administration, mais si la décision en question ne nécessite pas une nouvelle dépense, l'approbation est normalement formelle, sans débat. Le conseil a eu un nombre important de représentants élus dès le début, et était également plus important que le Conseil d'administration, qui à l'époque, continuait à se composer uniquement du provost et de sept Senior Fellows. Le conseil est l'organe formel qui procède aux nominations du personnel académique, toujours, en pratique, sur recommandation des comités de nomination, mais qui ont eux-mêmes été nommés par le conseil. Une illustration de la relation entre le conseil d'administration et le conseil est la décision de créer un nouveau poste de professeur. Comme cela implique le paiement d'un salaire, la décision initiale de créer la chaire est prise par le conseil, mais la décision de prendre des dispositions pour le salaire est prise par le conseil d'administration, par conséquent, le conseil d'administration peut annuler ou reporter une décision du conseil pour des raisons de coût.

#### Le Sénat
L'université de Dublin a été modelée sur l'université d'Oxford et l'université de Cambridge sous la forme d'une université collégiale, le Trinity College étant nommé par la Reine comme la mater universitatis (« mère de l'université »). Comme aucun autre collège n'a jamais été créé, le collège est le seul collège constitutif de l'université et donc le Trinity College et l'université de Dublin sont, pour la plupart des raisons pratiques, synonymes Toutefois, les statuts actuels de l'université et du collège accordent à l'université des droits légaux distincts de propriété et d'emprunt et d'emploi de personnel. En outre, si le conseil d'administration du collège est seul habilité à proposer des modifications aux statuts de l'université et du collège, les modifications des statuts de l'université nécessitent le consentement du sénat de l'université. Par conséquent, en théorie, le sénat peut passer outre au conseil d'administration, mais seulement dans des circonstances très limitées et particulières. Cependant, il est également vrai que l'université ne peut pas agir indépendamment de l'initiative du conseil d'administration du Trinity College. L'exemple le plus fréquent de cas où les deux organes doivent collaborer est celui de la décision de créer un nouveau diplôme. Toutes les questions relatives au programme d'études, aux examens et à l'enseignement sont du ressort du collège, mais l'autorisation effective de délivrer le diplôme est du ressort de l'université. De même, lorsqu'une personne se voit décerner un diplôme honorifique, la proposition de délivrance est faite par le conseil d'administration du Trinity College, mais elle doit être approuvée par un vote du sénat de l'université de Dublin. Tous les diplômés de l'université qui ont au moins une maîtrise sont éligibles pour être membres du sénat, mais en pratique, seuls quelques centaines le sont, une grande partie d'entre eux étant des membres actuels du personnel du Trinity College.

#### Visiteurs
Le collège dispose également d'une structure de contrôle composée de deux visiteurs, le chancelier de l'université, qui est élu par le Sénat, et le visiteur judiciaire, qui est nommé par le gouvernement irlandais à partir d'une liste de deux noms soumise par le sénat de l'université. Le visiteur judiciaire actuel est l'honorable juge Maureen Harding Clark. En cas de désaccord entre les deux visiteurs, l'opinion du chancelier prévaut. Les visiteurs agissent comme une « cour d'appel » finale au sein du collège, leurs modes de nomination leur donnant l'indépendance nécessaire vis-à-vis de l'administration du collège.

### Associations académiques

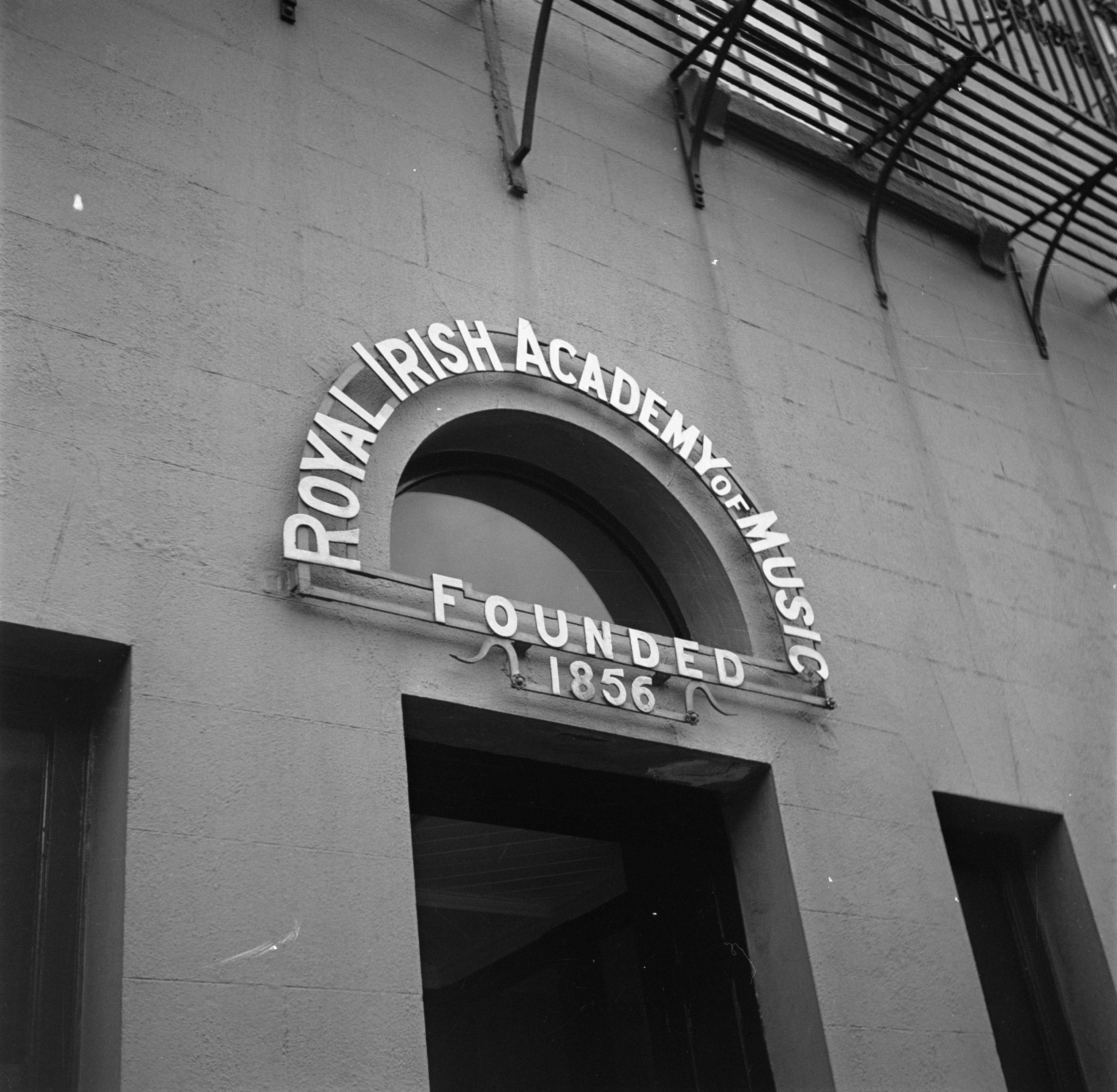
La Royal Irish Academy of Music.

Le Trinity College est un collège frère de l'Oriel College de l'université d'Oxford et du St John's College de l'université de Cambridge.
C'est la seule université irlandaise membre de la Ligue européenne des universités de recherche. Elle est également membre de l'Association des universités européennes, de l'Association des universités irlandaises, d'université d'Irlande et du Groupe de Coimbra.

#### Hôpitaux associés
En 2020, les hôpitaux associés sont les ci-dessous :
- Hôpital universitaire de Tallaght
- Hôpital St James
- Hôpital St Patrick de Dublin
- Hôpital général de Naas
- Hôpital universitaire pour femmes et enfants Coombe
- Hôpital Rotunda
- Hôpital Royal Victoria pour les yeux et les oreilles
- Hôpital Notre-Dame pour enfants malades, Crumlin
- Hôpital de Peamount
- Hôpital national de réadaptation[52]

#### Institutions associés
- Royal Irish Academy of Music[53]
- Institut d'éducation de Marino[54]
- Institut théologique de l'Église d'Irlande[55]

### Représentation parlementaire
L'université est liée à la représentation parlementaire depuis 1613, lorsque Jacques Ier lui a accordé le droit d'élire deux membres du parlement (MP) à la chambre des communes irlandaise. Depuis la nouvelle Constitution irlandaise de 1937, les diplômés de l'université forment une circonscription qui élit trois sénateurs au Seanad Éireann. Les représentants actuels de la circonscription universitaire sont Ivana Bacik, David Norris et Lynn Ruane. Parmi les représentants les plus importants figurent Edward Gibson, W. E. H. Lecky, Edward Carson, Noel Browne, Conor Cruise O'Brien et Mary Robinson. La franchise était à l'origine limitée au provost, aux fellows et aux boursiers du Trinity College. Elle a été étendue en 1832 à ceux qui avaient obtenu une maîtrise et en 1918 à tous ceux qui avaient reçu un diplôme de l'université.

## Profil académique
Depuis une restructuration académique considérable en 2008, le collège compte trois facultés universitaires :
- Arts, sciences humaines et sociales
- Science, technologie, ingénierie et mathématiques
- Sciences de la santé

Chaque faculté est dirigée par un doyen (il y a également un doyen des études de troisième cycle), et les facultés sont divisées en écoles, qui étaient au nombre de 24 en 2012.

### Premier cycle universitaire

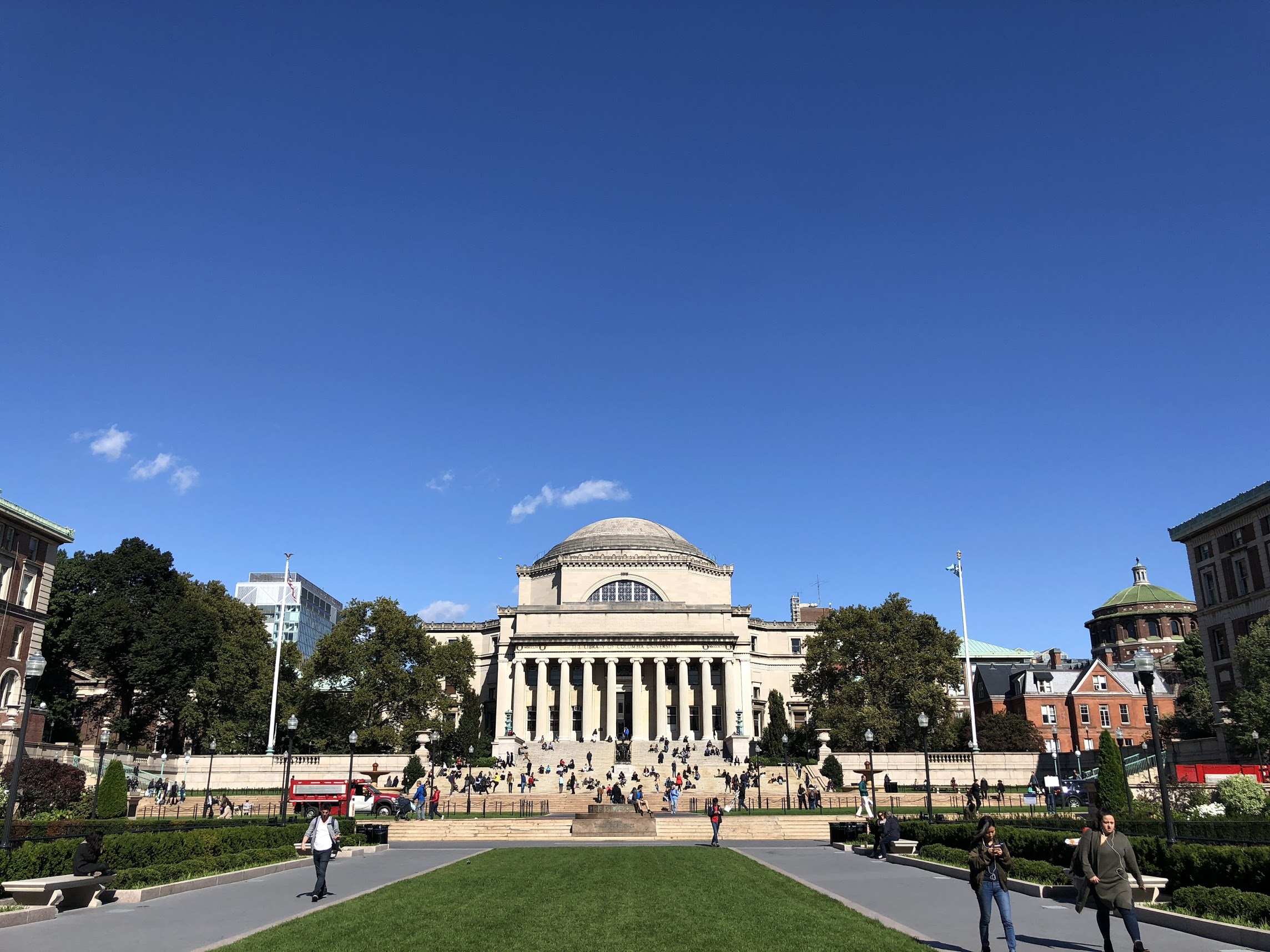
L'université Columbia, qui propose une double licence en arts libéraux (Dual BA).

La plupart de cursus de premier cycle exigent quatre ans d'études. Les étudiants de première année au niveau du premier cycle sont appelés Junior Freshmen, les étudiants de deuxième année Senior Freshmen, les étudiants de troisième année Junior Sophisters et les étudiants de quatrième année Senior Sophisters. Les étudiants doivent passer les examens au cours des premier (Michaelmas Term) et troisième trimestres (Trinity Term) de chaque année, et ceux qui réussissent les examens peuvent accéder à l'année suivante. Les étudiants qui obtiennent au moins 70 % des résultats aux examens recevront un diplôme d'honneur de première classe, 60 à 69 % un diplôme d'honneur de deuxième classe supérieure, 50 à 59 % un diplôme d'honneur de deuxième classe inférieure et 40 à 49 % un diplôme d'honneur de troisième classe. Ces résultats sont importants si l'étudiant souhaite obtenir un emploi après l'obtention du diplôme.
La plupart des cursus non professionnels sont sanctionnés par une licence (BA). Par tradition, les diplômés peuvent, après neuf trimestres d'inscription et sans études supplémentaires, acheter contre rémunération une mise à niveau de leur baccalauréat vers une maîtrise. La structure des diplômes en quatre ans rend l'enseignement de premier cycle à Dublin plus proche du modèle nord-américain que celui des autres universités d'Angleterre et d'Irlande (les universités écossaises exigent généralement aussi quatre années d'études pour obtenir une licence).
À partir de 2018, le Trinity College propose une double licence en arts libéraux (Dual BA) à l'université Columbia à New York, aux États-Unis. Les étudiants en histoire, en anglais, en Europe ou en langues et cultures du Moyen-Orient et de l'Europe passeront les deux premières années au Trinity College et les deux dernières années à l'université Columbia.

#### Admission
Le Central Application Office (CAO, Bureau central de demande) traite les demandes des candidats irlandais, britanniques et de l'Union européenne pour les cours de premier cycle au nom du Trinity College. Les décisions relatives aux admissions aux cours de premier cycle sont prises par le Trinity College qui charge le CAO de faire des offres aux candidats retenus. L'admission à l'université est compétitive et basée exclusivement sur le mérite académique. Pour que leur candidature soit prise en considération, tous les candidats doivent d'abord satisfaire aux exigences minimales de l'université en matière d'inscription, ce qui implique généralement la possession de qualifications suffisantes reconnues en anglais, en mathématiques et dans une deuxième langue.
En outre, les candidats à certains cursus peuvent être tenus d'obtenir des qualifications plus spécifiques que celles prescrites pour les exigences minimales d'inscription. Par exemple, les facultés de sciences exigent généralement une note spécifique ou supérieure dans une ou plusieurs matières scientifiques. Le Leaving Certificate, l'examen national irlandais de fin d'études secondaires, comporte des examens de niveau supérieur et ordinaire et peut exiger un niveau spécifique pour l'entrée. Le candidat a également besoin d'obtenir une note globale sur 625 requise pour le cursus spécifique. Par exemple, en 2019, la faculté de droit demande aux candidats d'une note globale minimale de 532, tandis que le département de physique théorique de la faculté de physique exige une note globale minimale de 554 et une note minimale de 70 % en mathématiques (niveau supérieur) et en physique (niveau supérieur). La note globale est généralement sur 625, mais certains cursus, comme la faculté de médecine, exigent un examen séparé, et la note minimale requise peut dépasser 625.
Les candidats peuvent se présenter aux résultats de l'examen, mais ils peuvent aussi se présenter à un autre examen d'entrée à l'université en avril. Lors de l'examen d'entrée, chaque matière est considérée comme équivalente au certificat de fin d'études. Certains départements ont des examens supplémentaires, tels que le Health Professions Admission Test (HPAT) en médecine et les examens d'entrée en musique et en théâtre. Les résultats positifs/négatifs sont annoncés par le CAO à la mi-août de chaque année. Les demandes peuvent être faites non seulement pour le Leaving Certificate d'Irlande, mais aussi pour les examens de l'Union européenne et de l'Association européenne de libre-échange tels que le Baccalauréat français, l'A-level ou encore le Baccalauréat international.
En 2016, il y avait 3 220 nouveaux entrants sur 18 469 candidats au CAO,.
Différentes procédures de demande s'appliquent aux candidats qui ne sont pas citoyens ou résidents de l'Union européenne. Les candidats handicapés ou âgés de 23 ans ou plus peuvent être admis par le biais du programme Trinity Access, qui est distinct du CAO.
Les étudiants originaires de pays non européens, tels que les États-Unis, peuvent être admis directement s'ils ont passé le baccalauréat international ou les examens de l'UE ou l'AELE et remplissent les conditions minimales d'admission. L'admission n'est pas garantie et les places seront occupées par ordre de mérite par les candidats ayant obtenu le meilleur résultat.
Pour ceux qui n'ont pas passé les examens ci-dessus, il existe le Foundation Program d'un an. Cela comprend des essais, des discussions, des séances de questions et réponses et des attitudes d'étude qui préparent les étudiants à l'admission au Trinity College. Les étudiants doivent prouver qu'ils maîtrisent l'anglais pour être admis au Foundation Program et doivent avoir obtenu un score minimum à l'IELTS, au TOEFL ou au Duolingo English Test (DET). Les exigences varient également en fonction du cursus. En plus de la maîtrise de l'anglais, les étudiants doivent satisfaire le résultat du lycée.

### Recherches
Au niveau du troisième cycle, Trinity propose un éventail de diplômes d'enseignement et de recherche dans toutes les facultés. En 2010, environ 29 % des étudiants sont de niveau post-universitaire, dont 1 440 pour un diplôme de recherche et 3 260 pour des cours magistraux.
Le plan stratégique du Trinity College fixait en 2009 « l'objectif de doubler le nombre de doctorats dans toutes les disciplines d'ici 2013 afin d'évoluer vers une société de la connaissance. Pour atteindre cet objectif, le collège a reçu certaines des plus importantes allocations de fonds du gouvernement irlandais qui sont devenues compétitives à ce jour ».
En plus des diplômes universitaires, le collège offre des qualifications de troisième cycle (sans diplôme), soit directement, soit par l'intermédiaire d'institutions associées.
L'université gère un centre d'innovation qui encourage l'innovation et le conseil universitaires, fournit des conseils en matière de brevets et des informations sur la recherche et facilite la création et le fonctionnement de laboratoires industriels et d'entreprises du campus.
En 1999, l'université a acheté un centre d'entreprise sur Pearse Street, à sept minutes à pied du « Centre d'innovation » situé sur place. Le site compte plus de 19 000 m2 d'espace bâti et comprend un bâtiment protégé, la Tour, qui abrite un Centre d'artisanat. Le Trinity Enterprise Centre accueille des entreprises issues du secteur de la recherche universitaire de Dublin.

### Prix

#### Bourses d'admission et le Sizar
Les étudiants qui entrent avec un résultat exceptionnel du Leaving Certificate ou d'autres examens publics se voient attribuer une exposition d'entrée. Cette exposition donne lieu à un prix sous forme de jetons de livres d'une valeur de 150 euros. Les exposants qui ont des moyens limités sont rendus Sizars, ayant droit à des Commons (repas du soir) gratuits.

#### Bourse de la Fondation

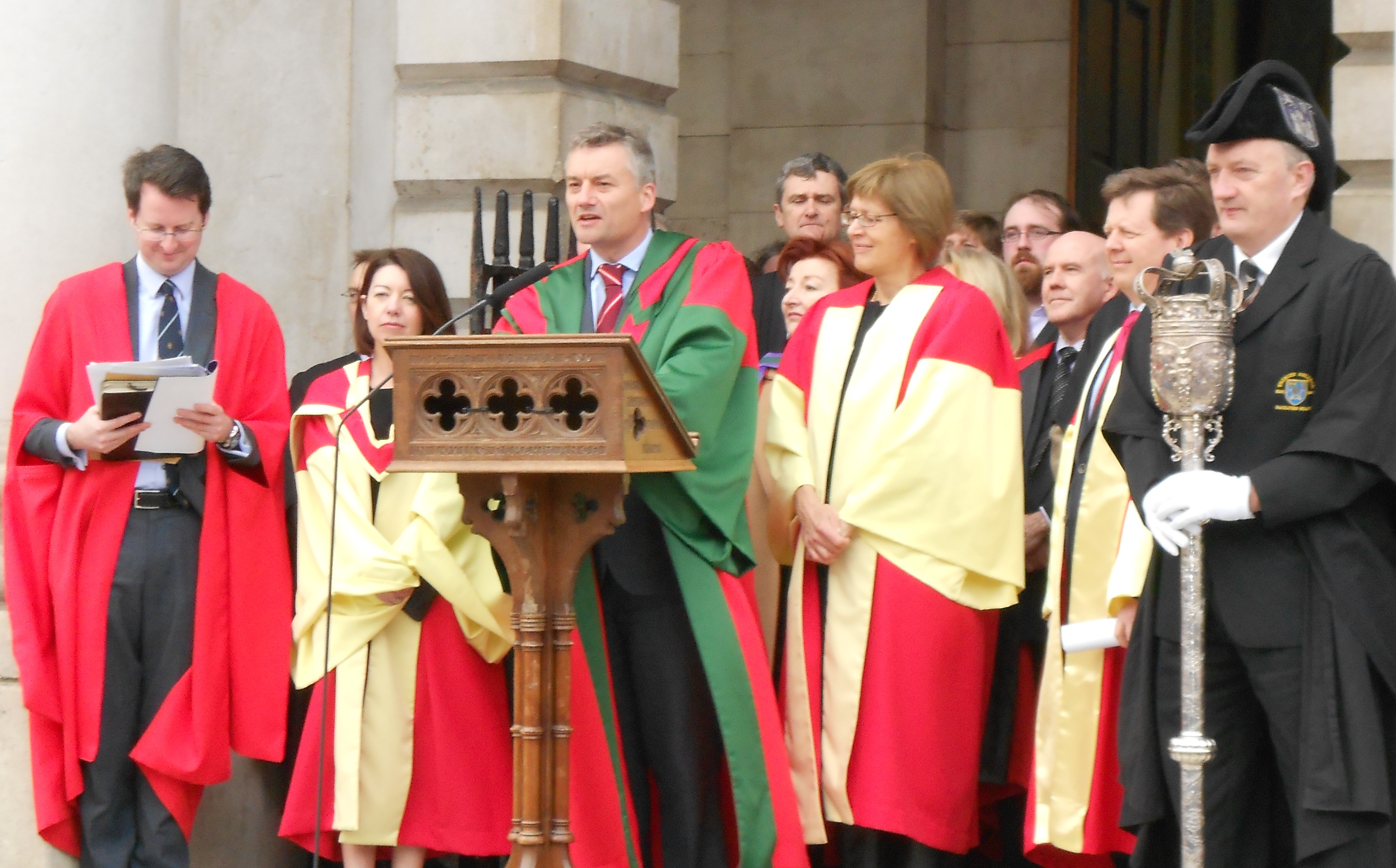
Annonce des fellows et des boursiers par le provost Patrick Prendergast (Lundi de la Trinité 2013).

Les étudiants de premier cycle en deuxième année peuvent choisir de passer l'examen de la bourse de la Fondation, qui a lieu pendant les vacances de Noël, la dernière semaine avant le deuxième trimestre (Hilary Term). Le lundi de la Trinité (le premier jour du troisième trimestre ou le Trinity Term), le conseil d'administration du collège siège et élit à la bourse tous ceux qui obtiennent la première place à l'examen. L'élection pour devenir un boursier de Trinity College est largement considérée comme « la plus prestigieuse bourse d'études de premier cycle du pays ». Ceux qui sont d'origine de pays membres de l'UE ont droit à des chambres et des Commons gratuits (le dinner), à une allocation annuelle et à une exemption de frais pendant la durée de leur bourse, qui dure quinze trimestres. Les boursiers des pays non membres de l'UE voient leurs frais réduits de la valeur actuelle des frais des membres de l'UE. Les boursiers peuvent ajouter le suffixe « SCH. » à leur nom, faire ajouter la mention « discip. schol. » à leur nom à la cérémonie de la remise des diplômes et ont le droit de porter une robe de bachelier et un mortier de velours.
Le concours pour l'obtention d'une bourse d'études comprend un examen de recherche et les candidats retenus doivent avoir des aptitudes exceptionnelles. Le concept de bourse d'études est une tradition très appréciée du collège, et beaucoup de ses membres les plus éminents ont été élus boursiers (dont Samuel Beckett et Ernest Walton),. Le dîner des boursiers, auquel sont invités les « Boursiers de la décennie » (ceux qui sont élus dans l'année en cours, et chaque année multiple d'une décennie précédente, par exemple, 2013, 2003, …), constitue l'un des événements majeurs du calendrier de Trinity. Une bourse d'études au Trinity College est une récompense prestigieuse pour les étudiants de premier cycle ; l'un des principaux objectifs du collège est la poursuite de l'excellence, et l'une des manifestations les plus tangibles de cet objectif est l'institution de la bourse d'études.
En vertu de la charte de la Fondation (de 1592), les boursiers faisaient partie du corps social (trois boursiers étaient nommés dans la charte « au nom de beaucoup »). Jusqu'en 1609, il y avait environ 51 boursiers à un moment donné. Un chiffre de soixante-dix a été fixé de façon permanente dans les lettres patentes révisées de Charles Ier en 1637. Le lundi de la Trinité a été désigné comme le jour où toutes les futures fellows et boursiers seraient annoncées (à cette époque, le lundi de la Trinité était toujours célébré le lundi suivant la fête de la Sainte Trinité). Jusqu'à ce moment, tous les étudiants de premier cycle étaient des boursiers, mais peu après 1637, la pratique d'admettre des étudiants autres que des boursiers a commencé.
Jusqu'en 1856, seuls les sujets classiques étaient examinés. Les questions concernaient tous les auteurs classiques prescrits pour l'examen d'entrée et pour le cours de premier cycle jusqu'au milieu de l'année de la troisième année (Junior Sophister). Les candidats n'avaient donc pas de nouvelles matières à lire, « mais ils devaient se soumettre à un examen très poussé sur la liste assez longue de textes classiques qu'ils étaient censés maîtriser à cette époque ». Le lien étroit avec le programme d'études de premier cycle est souligné par le refus jusqu'en 1856 d'admettre les universitaires à la bibliothèque (une demande d'admission a été rejetée par le conseil en 1842 au motif que les boursiers devaient s'en tenir aux livres prescrits et ne pas se livrer à « ces habitudes désolantes » que l'admission dans une vaste bibliothèque encouragerait). Au cours de la seconde moitié du XIXe siècle, le contenu de l'examen s'est progressivement étendu à d'autres disciplines.
Au début du XXe siècle, des bourses d'études « non-fondées » ont été introduites. Au départ, il s'agissait d'un dispositif permettant aux femmes d'être, en fait, des boursières élues, malgré l'opinion juridique alors communément admise selon laquelle la révision du statut de 1637 ne permettait qu'aux hommes d'être élus boursiers de la fondation. Il est clair que lorsque les femmes n'étaient pas autorisées à entrer au collège, cela n'avait causé aucune difficulté, mais avec l'admission des femmes comme membres à part entière du collège, une anomalie a été créée. La bourse de la non-fondation accordée aux femmes élues y avait tous les droits des hommes, mais à l'exception du droit de vote à une réunion de la corporation, un événement très rare en tout cas. Comme les femmes sont maintenant admises à la bourse de la fondation exactement sur la même base que les hommes, les bourses de non-fondation sont maintenues comme un dispositif permettant à plus de soixante-dix personnes d'être boursières en même temps, à condition qu'un nombre suffisant d'entre elles remplissent les conditions requises. Les bourses de la fondation sont accordées à ceux dont la performance est considérée comme particulièrement exceptionnelle, les autres personnes admissibles étant élues cette année-là comme boursiers non fondateurs. Bien que le nombre de boursiers de la Fondation reste fixé à soixante-dix, il n'y a, en théorie, aucune limite au nombre de boursiers non fondateurs. Les boursiers non fondateurs et les boursiers de la fondation bénéficient des mêmes avantages et, par conséquent, les deux groupes sont considérés comme étant sur un pied d'égalité et se désignent généralement par le terme collectif de Boursiers du Trinity College Dublin. Il convient de noter que lorsque le collège ne comptait que quelques centaines de membres, les boursiers de la fondation pouvaient facilement représenter dix pour cent de l'ensemble du corps étudiant de premier cycle ; maintenant que le collège compte des milliers de membres, même l'ajout du nombre actuel de boursiers non-fondées, signifie que la proportion d'étudiants élus boursiers est toujours inférieure à ce qu'elle était auparavant, et est plus compétitif qu'il ne l'était.

### Réputation
Il est classé 81e au monde, 26e en Europe et 1er en Irlande dans le classement mondial des universités QS 2021 (2020) de Cuacarelli Simmons, l'un des principaux indicateurs mondiaux de l'évaluation des universités, Le classement le plus élevé a été établi en 2009, lorsqu'elle a été classée 43e au monde.
Il est également classé 155e au monde, 76e en Europe et 1er en Irlande dans le Times Higher Education World University Rankings 2020 (2019).
| Classement mondial des universités | Classement mondial des universités | Classement mondial des universités |
| Année                              | THE（Changement）,                 | QS（Changement）,                  |
| ---------------------------------- | ---------------------------------- | ---------------------------------- |
| 2004                               | 87（ 0）                           | 87（ 0）                           |
| 2005                               | 111（ 24）                         | 111（ 24）                         |
| 2006                               | 78（ 33）                          | 78（ 33）                          |
| 2007                               | 53（ 25）                          | 53（ 25）                          |
| 2008                               | 49（ 4）                           | 49（ 4）                           |
| 2009                               | 43（ 6）                           | 43（ 6）                           |
| 2010                               | 77（ 34）                          | 52（ 9）                           |
| 2011                               | 76（ 1）                           | 65（ 13）                          |
| 2012                               | 117（ 41）                         | 67（ 2）                           |
| 2013                               | 110（ 7）                          | 61（ 6）                           |
| 2014                               | 129（ 19）                         | 61（ 6）                           |
| 2015                               | 138（ 9）                          | 71（ 10）                          |
| 2016                               | 101（ 37）                         | 78（ 7）                           |
| 2017                               | 131（ 30）                         | 98（ 20）                          |
| 2018                               | 117（ 14）                         | 88（ 10）                          |
| 2019                               | 120（ 3）                          | 104（ 16）                         |
| 2020                               | 164（ 44）                         | 108（ 4）                          |
| 2021                               | 155（ 9）                          | 101（ 7）                          |
| 2022                               | 146（ 9）                          | 101（ 0）                          |
| 2023                               | 161（ 15）                         | 98（ 3）                           |
| 2024                               |                                    | 81（ 17）                          |

## Le campus

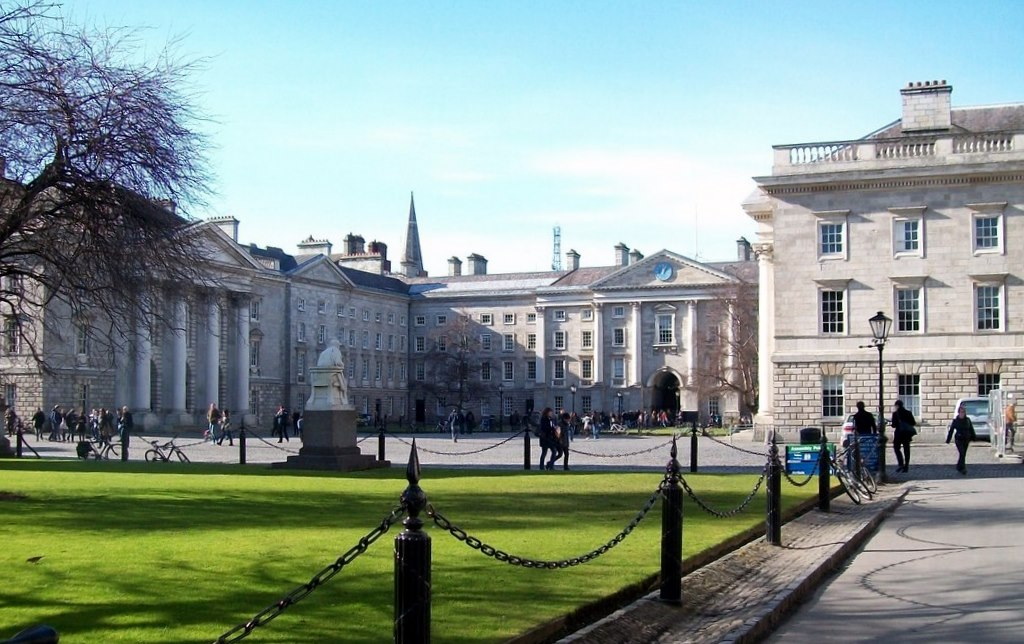
Le Parliament Square.

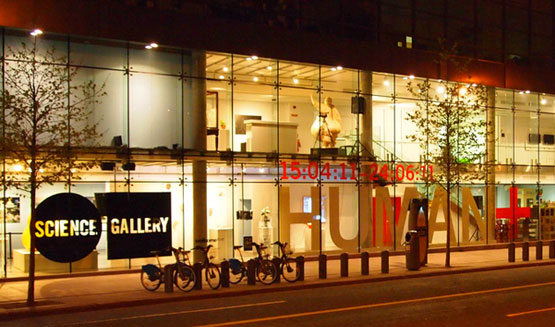
La Science Gallery.

Le Trinity College est situé au cœur de la ville de Dublin et est l'une des attractions touristiques les plus populaires de la ville. Les gares les plus proches sont la gare de Dublin Pearse sur les chemins de fer irlandais et l'arrêt Trinity sur le tramway de Dublin. Le campus principal couvre une superficie d'environ 190 000 m2. L'entrée principale du collège est située sur le College Green et est délimitée par Nassau Street et Pearse Street. Le collège est divisé en deux par le College Park, qui dispose d'un terrain de cricket et de rugby. Le pub, Pavilion Bar, fonctionne également sur le campus.
Le côté ouest du collège est plus ancien. Le Régent House est l'entrée principale qui donne sur Dame Street. Ce bâtiment est forme un U et se termine d'un côté par le Hall d'examen et de l'autre par la chapelle. Ces derniers sont conçus par l'architecte William Chambers. La cour intérieure est appelée Front Square. Dans le prolongement se trouvent les places Parliament Square et Library Square, avec le Campanile au milieu. Le Parliament Square est bordé par le réfectoire et la Reading Room un bâtiment du XXe siècle d'inspiration classique. Le Library Square est quant à lui bordé par le Graduates Memorial Building, le Rubrics building, ainsi que l'Old Library. La Provost's House se trouve un peu plus haut que la porte d'entrée du collège, de sorte que la maison se trouve en fait sur Grafton Street, l'une des deux principales rues commerçantes de la ville, tandis que son jardin donne sur le collège. La Douglas Hyde Gallery, une galerie d'art contemporain, est située dans le collège, tout comme le théâtre Samuel Beckett. Elle accueille des spectacles nationaux et internationaux et est utilisée par le Festival international de théâtre de Dublin, le Festival de danse de Dublin et le Festival Fringe, entre autres. Pendant le trimestre universitaire, il est principalement utilisé comme espace d'enseignement et de représentation pour les étudiants et le personnel du département d'art dramatique.
Le côté est du collège est occupé par des bâtiments scientifiques, dont la plupart sont des développements modernes, disposés en trois rangées au lieu de quadrangles. Le musée scientifique, Science Gallery a été ouverte au public début 2008 dans le cadre du réseau des Science Gallery. Par la suite, des universités du monde entier, dont le King's College de Londres et l'université de Melbourne, ont ouvert la galerie des sciences dans le cadre de ce réseau. En 2010, le magazine Forbes l'a classé parmi les 15 plus beaux terrains du collège au monde.
Outre le campus principal, il existe d'autres bâtiments dans les environs, ainsi que le Gas Building, qui abrite l'Institut de recherche biomédicale et le campus de Belfast en Irlande du Nord,.
L'université possède une résidence dans le campus et une grande résidence appelée Trinity Hall, située à 4 km du Trinity College au sud de Rathmines. Il fournit également des logements privés, notamment le Kavanagh et le Binary Hub,. Pendant les mois d'été, le campus et les résidences du Trinity Hall sont ouverts au public pour l'hébergement.
En novembre 2018, le collège a annoncé des plans, estimés à 230 millions d'euros, pour développer des installations de recherche universitaire sur un site du Grand Canal Dock dans le cadre d'un « District d'innovation » pour la région.

### La chapelle

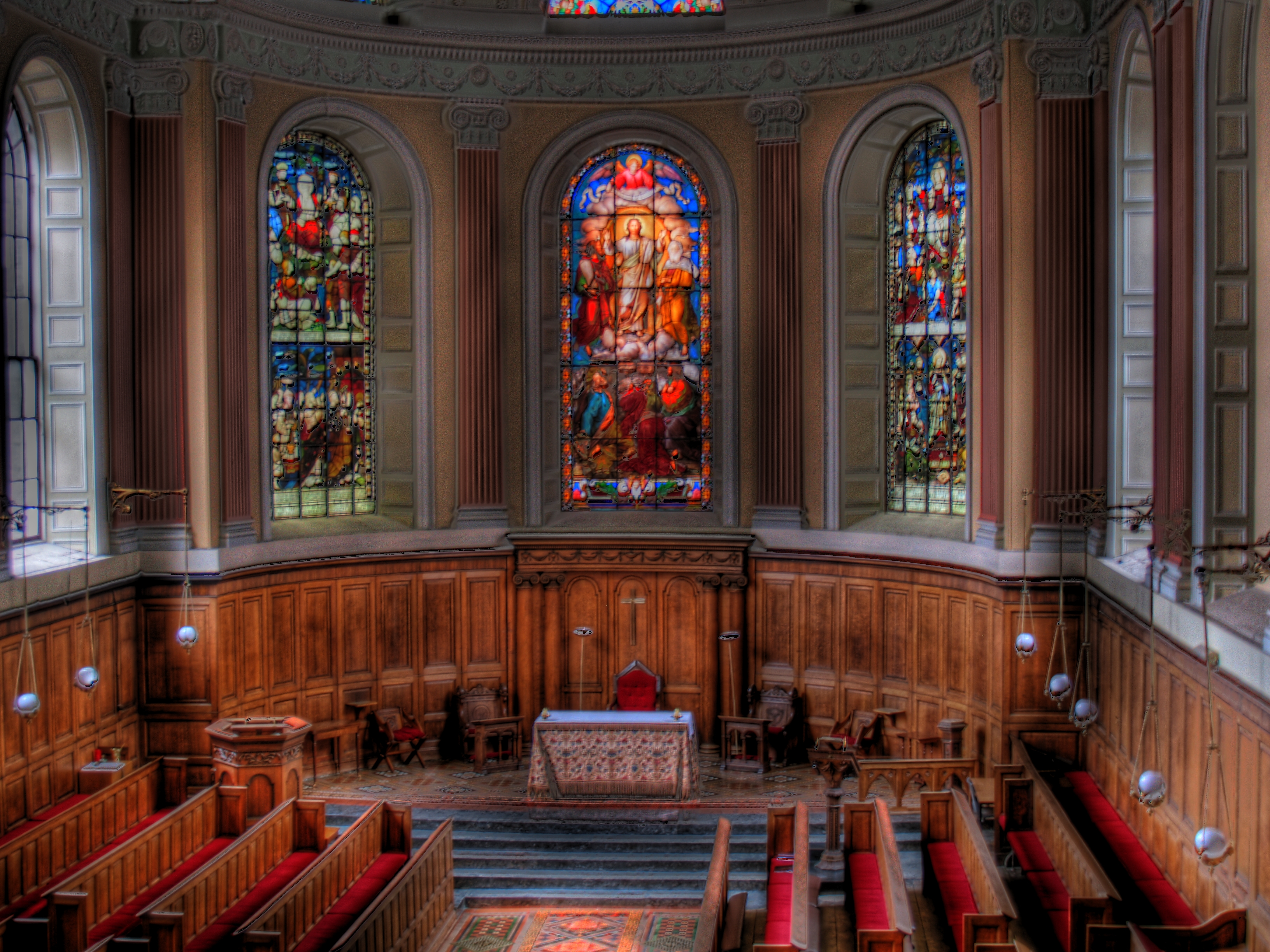
La chapelle.

La chapelle actuelle a été achevée en 1798 et a été conçue par l'architecte de George III, Sir William Chambers, qui a également conçu le théâtre public en face de la chapelle sur la place du Parlement. Reflétant l'héritage anglican du collège, il y a des services quotidiens de prière du matin, des services hebdomadaires de chant du soir, et l'eucharistie est célébrée le mardi et le dimanche. Les étudiants ne sont plus obligés d'y assister.
La chapelle est œcuménique depuis 1970, et est maintenant utilisée quotidiennement pour la célébration de la messe pour les membres catholiques du collège. En plus de l'aumônier anglican, connu sous le nom de doyen de la résidence, il y a deux aumôniers catholiques romains et un aumônier méthodiste. Des événements œcuméniques sont souvent organisés dans la chapelle, tels que le service annuel de chants de Noël et le service d'action de grâce du lundi de la Trinité.

### La bibliothèque

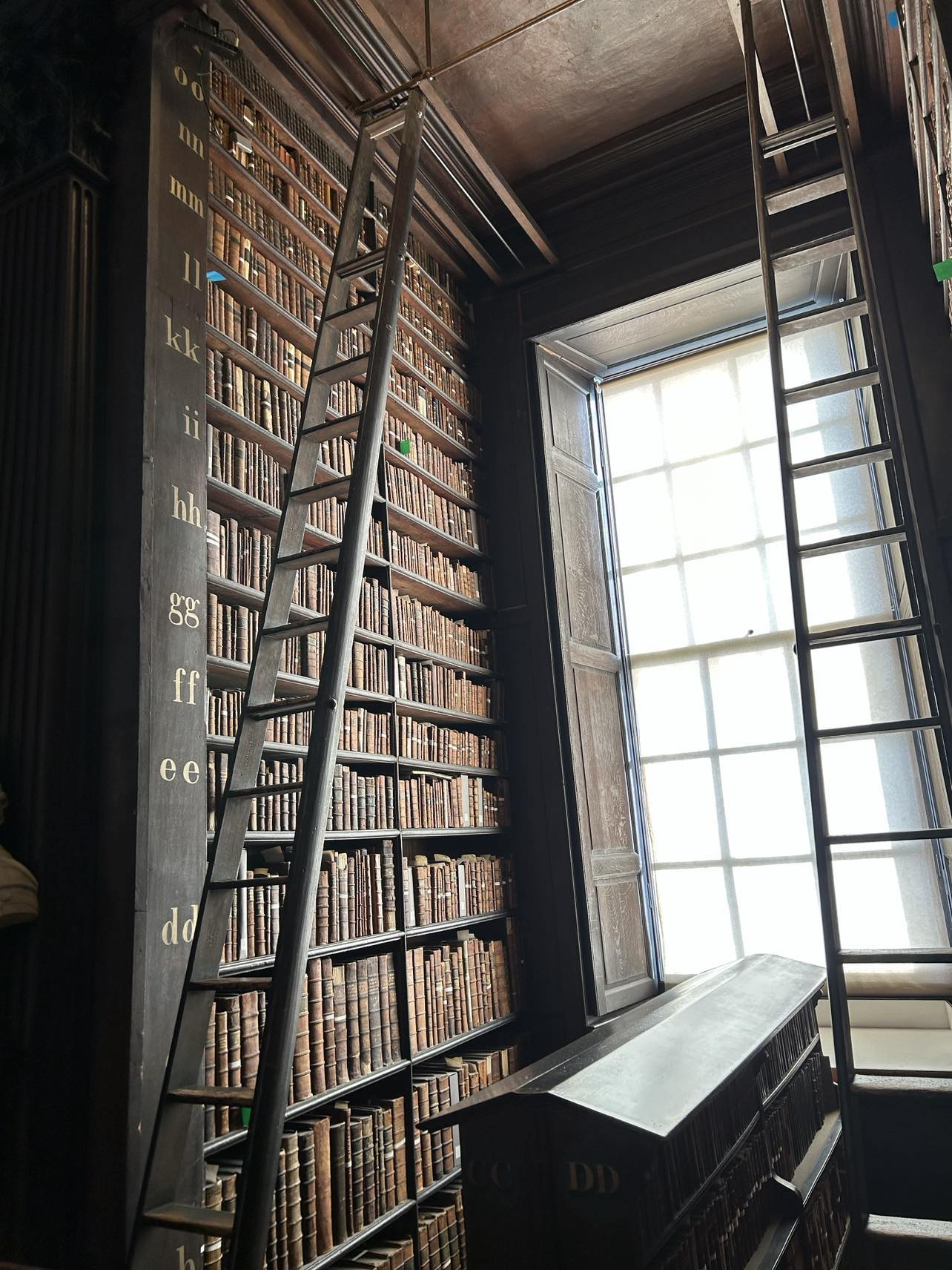
Vue interne d'une section de la Bibliothèque de Trinity Collège à Dublin

La bibliothèque du Trinity College est la plus grande bibliothèque de recherche d'Irlande. En raison de son statut historique, la bibliothèque du Trinity College de Dublin est une bibliothèque de dépôt légal (conformément à la loi de 2003 sur les bibliothèques de dépôt légal) pour le Royaume-Uni, et a un statut similaire dans le droit irlandais. Le collège a donc légalement droit à un exemplaire de chaque livre publié en Grande-Bretagne et en Irlande et reçoit par conséquent plus de 100 000 nouveaux articles chaque année. La bibliothèque contient environ cinq millions de livres, dont 30 000 publications en série courantes et d'importantes collections de manuscrits, de cartes et de musique imprimée. Trois millions de livres sont conservés dans le dépôt de livres, Stacks, à Santry, où les demandes sont extraites deux fois par jour.

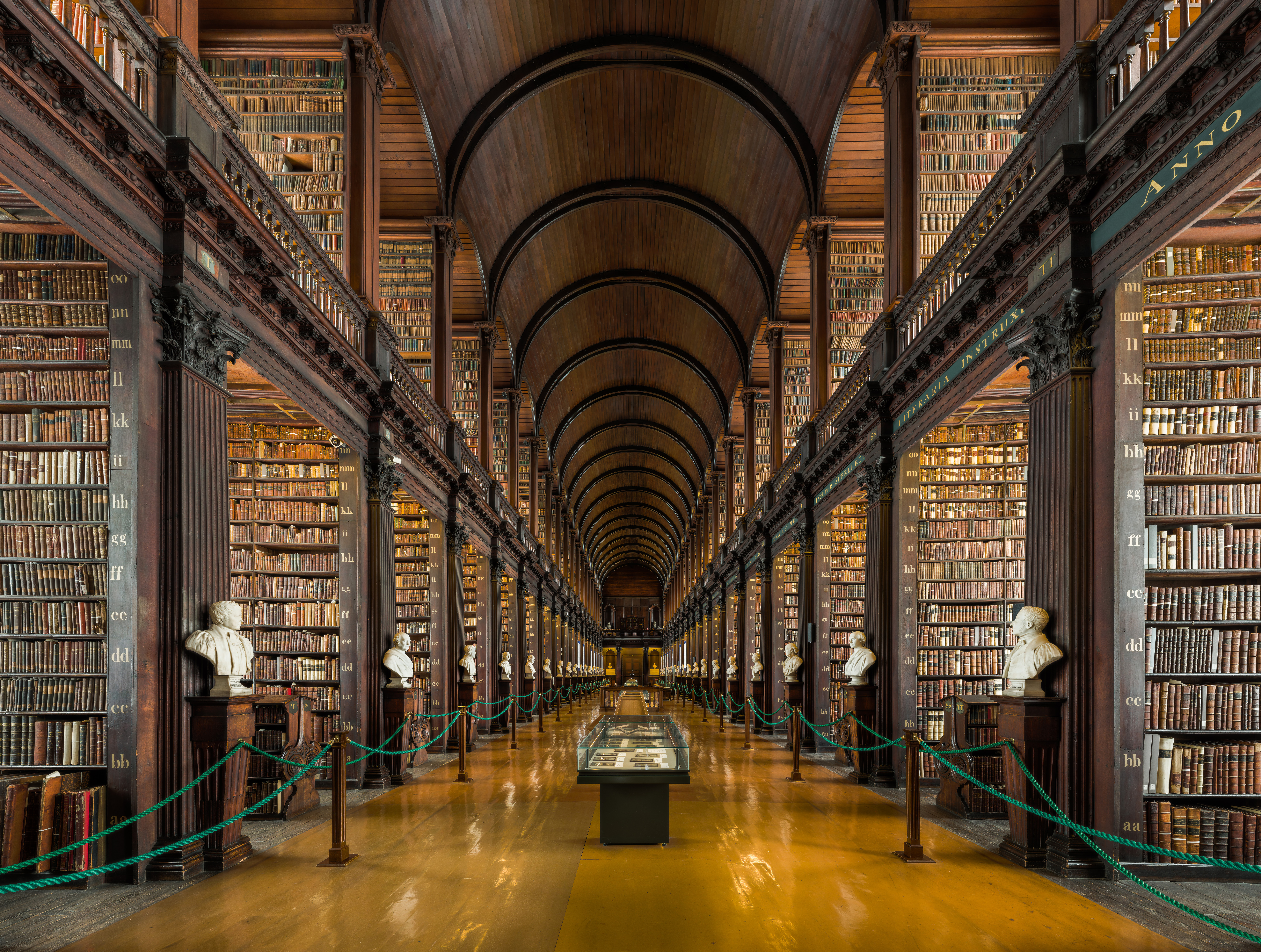
La Long Room dans l'ancienne bibliothèque.
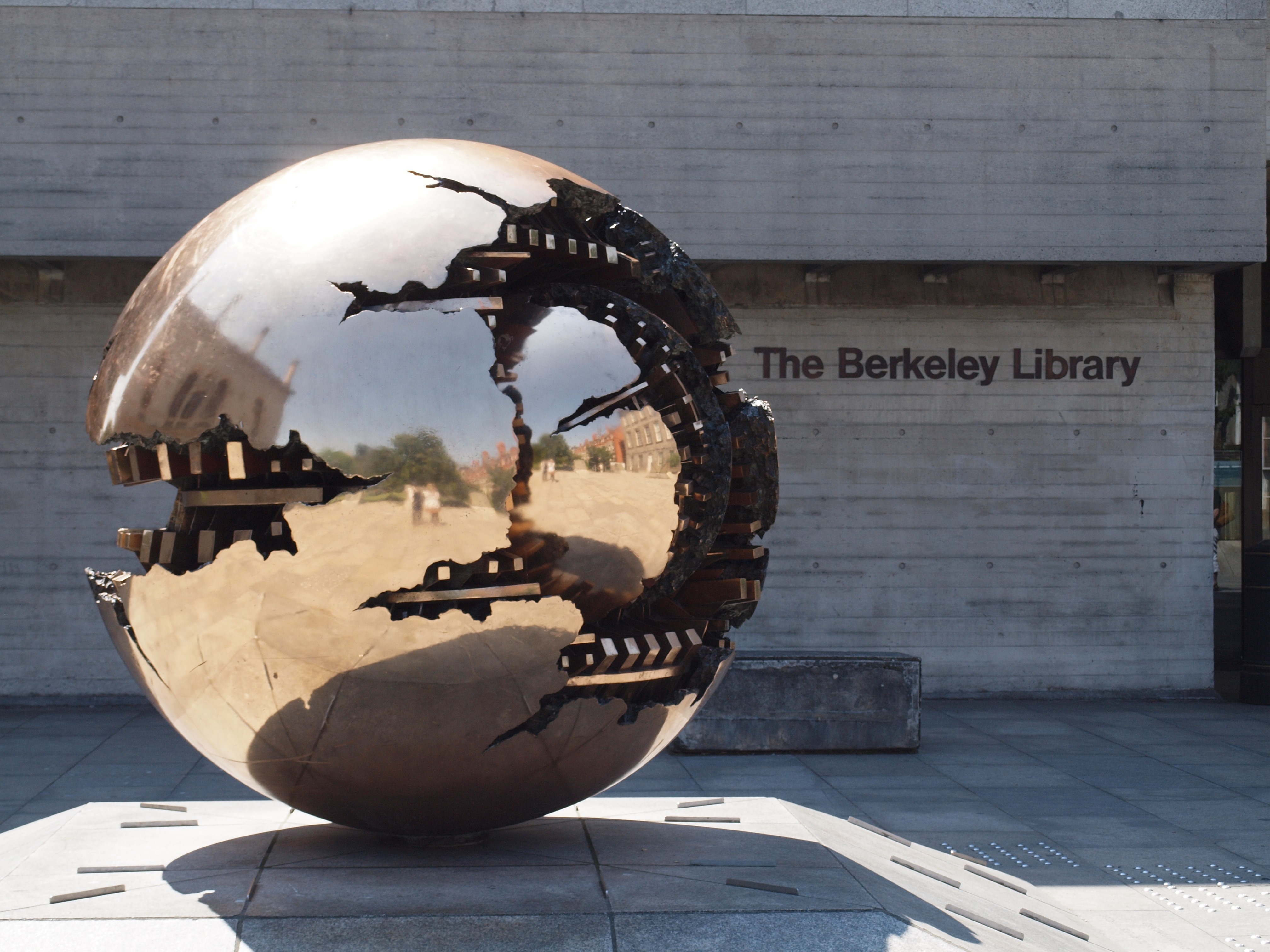
La Sphère dans la sphère d'Arnaldo Pomodoro devant la bibliothèque de Berkeley.
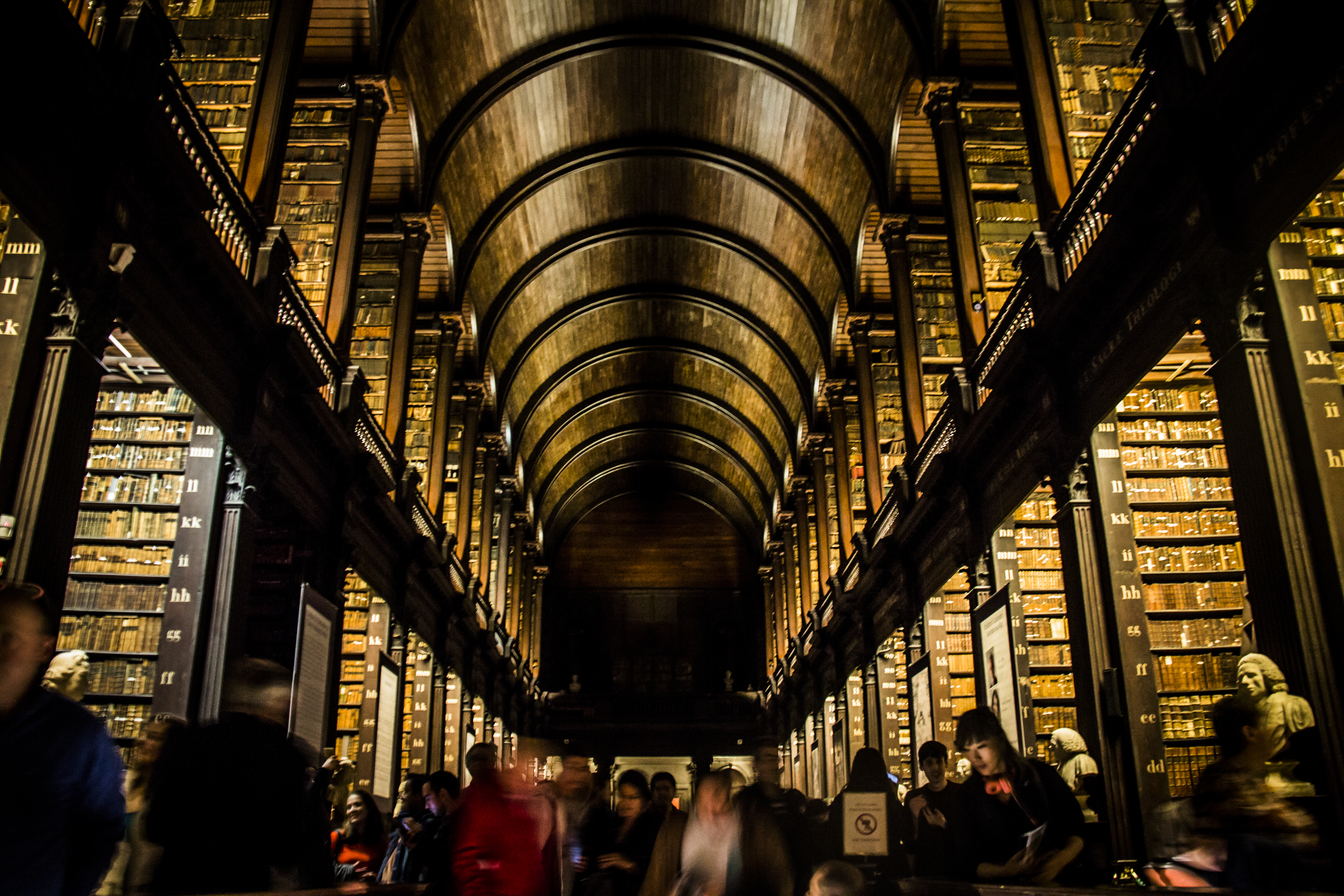
La Long Room avec du monde dedans. Septembre 2015.

La bibliothèque proprement dite est composée de plusieurs bâtiments de la bibliothèque du collège. La bibliothèque originale (ancienne) est le chef-d'œuvre de Thomas Burgh. C'est un immense bâtiment qui, à l'origine, dominait l'université et la ville après son achèvement. Aujourd'hui encore, entourée de bâtiments de taille similaire, elle est imposante et domine la vue de l'université depuis la Nassau Street. Il a été fondé avec le collège et a d'abord été doté par James Ussher (1625-56), archevêque d'Armagh, qui a doté le collège de sa propre bibliothèque de valeur, comprenant plusieurs milliers de livres imprimés et de manuscrits. Le Livre de Kells est de loin le livre le plus célèbre de la bibliothèque et se trouve dans l'ancienne bibliothèque, avec le Livre de Durrow, le Livre d'Howth et d'autres textes anciens. Intégrant également la Long Room, la vieille bibliothèque est l'une des attractions touristiques d'Irlande et contient des milliers de volumes rares et, dans de nombreux cas, très anciens. Au XVIIIe siècle, le collège a reçu la harpe Brian Boru, l'une des trois harpes gaéliques médiévales encore existantes et un symbole national de l'Irlande, qui se trouve maintenant dans la bibliothèque. La bibliothèque des Jedi du film Star Wars, épisode II : L'Attaque des clones aurait été inspirée par cette bibliothèque, avec une scène très similaire à la Long Room de la bibliothèque.
Diverses autres bibliothèques sont également disponibles pour les étudiants et les professeurs, notamment le complexe BLU des bibliothèques de Berkeley, Lecky et Usher, et la bibliothèque Hamilton. La bibliothèque médicale John Steen et la bibliothèque de l'hôpital universitaire de Tara sont également situées en dehors du campus, ainsi que la bibliothèque de l'ISE sur le campus de Belfast en Irlande du Nord.
La Sphère dans la Sphère d'Arnaldo Pomodoro est présentée devant l'entrée de la Plaza à la bibliothèque de Berkeley.

### Business School
La Trinity College Business School (école de commerce) a été ouverte le 23 mai 2019 par Leo Varadkar, le 14e Taoiseach, qui est également diplômé de l'école de médecine de Trinity College,. Le bâtiment de six étages, construit à côté du Norton Institute sur le côté Pearse Street, comprend un auditorium de 600 places, des smart classrooms équipées de la technologie numérique et un executive education centre (centre d'éducation des cadres). Il s'agit d'un bâtiment à consommation d'énergie quasi nulle qui sert également de lien entre la ville de Dublin et le site du Trinity College.

## La vie étudiante

### Les sociétés

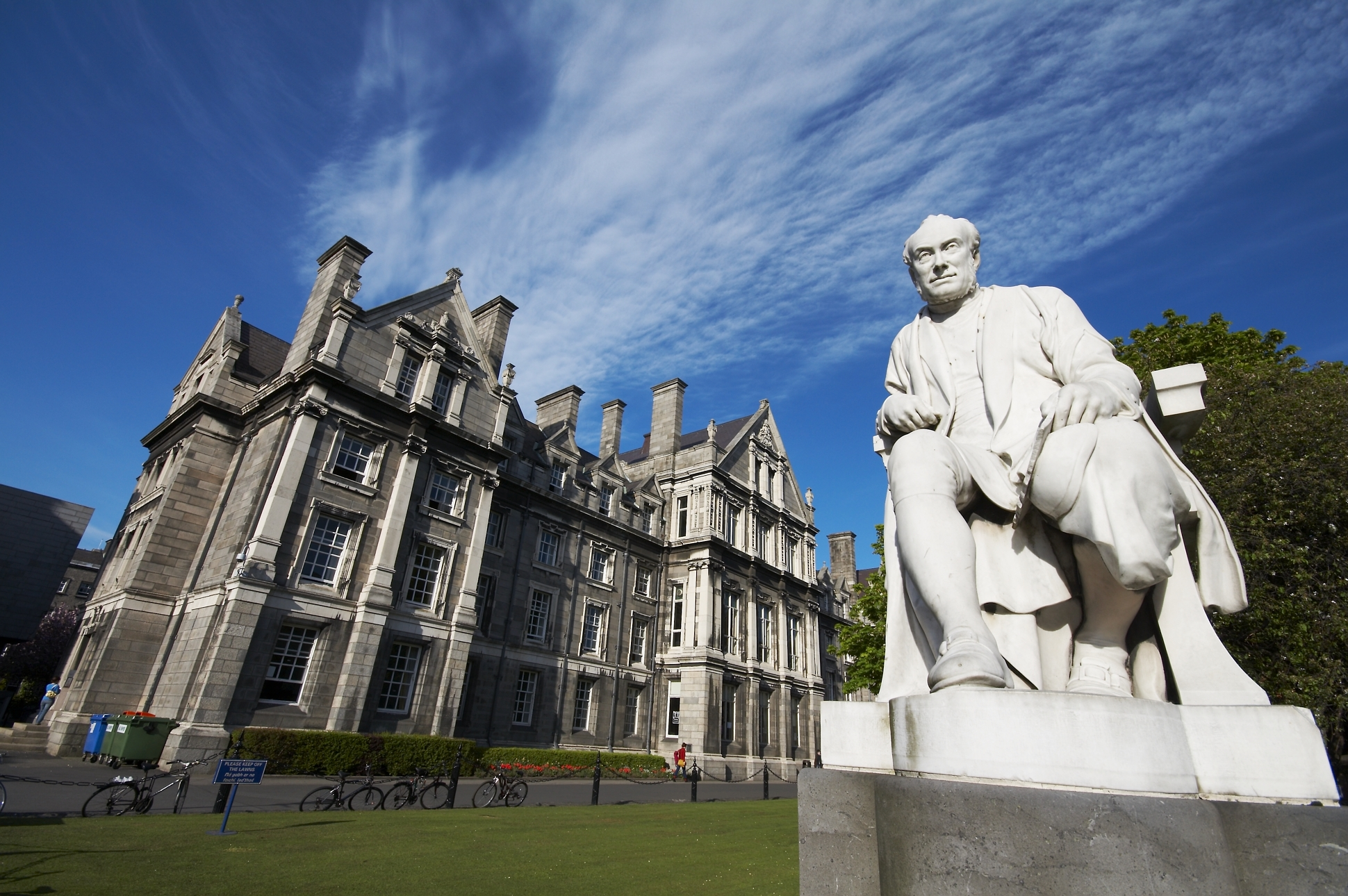
La University Philosophical Society et la College Historical Society organise des discussions dans le Graduates Memorial Building.

En 2020, le Trinity College compte 127 sociétés. Les sociétés fonctionnent sous les auspices du Dublin University Central Societies Committee (CSC).
Il y a deux sociétés de débat dans le Graduates Memorial Building (GMB) : la University Philosophical Society (connue sous le nom de The Phil) et la College Historical Society (connue sous le nom de The Hist). La University Philosophical Society et la College Historical Society prétendent toutes deux être les plus anciennes sociétés. La University Philosophical Society prétend avoir été fondée en 1683, mais les archives indiquent que sa fondation a eu lieu en 1853, tandis que la College Historical Society a été fondée en 1770. La University Philosophical Society a invité Angela Merkel, huitième chancelière fédéral d'Allemagne, Joe Biden, 47e vice-président des États-Unis, John McCain, personnalité politique américain, John Mearsheimer, politologue américains, Tim Cook, président-directeur général d'Apple, Desmond Tutu, archevêque anglican sud-africain, Al Pacino, acteur américain, Christopher Lee, acteur britannique, Stephen Fry, acteur britannique, à prendre la parole lors d'un événement. La College Historical Society a invité Winston Churchill, Edward Kennedy et d'autres à prendre la parole.
Vincent de Paul (VDP) a participé à de nombreuses autres activités caritatives dans la communauté. Le Dublin University Players (DU Players) est une société de théâtre qui organise plus de 50 spectacles et événements par an au théâtre Samuel Beckett. Fondée en 1987, la Dublin University Film Society (DU Film Society) organise des projections, des financements de production, etc. pour les cinéastes universitaires et les amateurs de cinéma. La University of Dublin Radio Society, également connue sous le nom de Trinity FM, émet six semaines par an sur la fréquence FM 97.3 avec diverses productions d'étudiants. Le Q Society - Trinity LGBT est le plus ancien société LGBT d'Irlande et a célébré son 25e anniversaire en 2007. La Card and Bridge Society, qui organise également des tournois hebdomadaires de poker et de bridge à contrat et a produit des joueurs comme Andy Black, Padraig Parkinson et Donnacha O'Dea. La Dublin University Comedy Society, connue sous le nom de DU Comedy, organise des événements comiques pour ses membres et a accueilli à l'université des comédiens tels qu'Andrew Maxwell, David O'Doherty, Neil Delamere et Colin Murphy. Le Dance Society (DU Dance) propose des cours de danse latine et de danse de salon ainsi que de la danse swing. En 2011, la  Laurentian Society a été relancée. Cette société avait joué un rôle clé en tant que société pour les quelques étudiants catholiques qui étudiaient à Trinity alors que « l'interdiction » était encore en vigueur,. La Trinity Fashion Society a été créée en 2009. Depuis lors, elle organise chaque année un défilé de mode caritatif et accueille un voyage international à la Fashion Week de Londres. En outre, il existe de nombreux groupes culturels de différents pays, dont la French Society.

### Les clubs

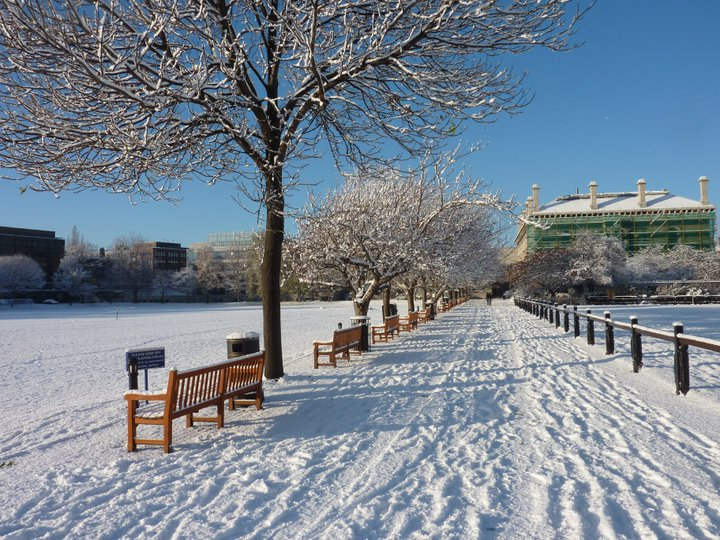
Le College Park couvert de neige.

Le Trinity College compte 50 clubs sportifs affiliés au Dublin University Central Athletic Club (DUCAC).
Parmi les plus anciens clubs, on trouve le Dublin University Cricket Club (1835), le Dublin University Boat Club (1836) et le Dublin University Rifle Club (1840). Le Dublin University Football Club, fondé en 1854, joue au rugby et est le plus ancien « club de football » enregistré dans le monde. Le Dublin University A.F.C., fondée en 1883, est également le plus ancien club de football de l'association qui subsiste en Irlande,,,. Le Dublin University Hockey Club a été fondé en 1893 et le Dublin University Harriers a été fondé en 1885.
Le club le plus récent est une équipe de football américain qui a été reconnue par l'Irish American Football League (IAFL) en 2008. Le Dublin University Fencing Club a remporté un total de 43 titres en 66 ans. Ce club moderne a été fondé en 1936, mais ses origines remontent aux années 1700 lorsque le Gentleman's Club of the Sword existait, principalement pour la pratique du duel.

### Les publications
Le Trinity College dispose d'un éventail de publications pour les étudiants, allant du sérieux à la satire. La plupart d'entre eux sont gérés par Trinity Publications, anciennement connu sous le nom de Dublin University Press Committee, qui entretient et gère le bureau de publication (bâtiment 6) et les équipements associés nécessaires à la publication de journaux et de magazines.
Il existe deux journaux étudiants rivaux, The University Times et The Trinity News. Le University Times est financé par l'association des étudiants et a remporté des prix nationaux et internationaux depuis sa création en 2009, notamment le prix du meilleur journal non quotidien pour étudiants au monde décerné par la société des journalistes professionnels basé aux États-Unis.
Le Trinity News, d'autre part, est le plus ancien journal étudiant d'Irlande, lancé en 1953. Comme le University Times, il est publié toutes les trois semaines pendant l'année universitaire, en version électronique et imprimée. Au cours des dix dernières années, le journal a été dirigé par un rédacteur étudiant à plein temps, qui prend un congé sabbatique de ses études, aidé par une équipe bénévole à temps partiel de 30 rédacteurs et écrivains de la section des étudiants.
Parmi les magazines étudiants actuellement publiés, le journal satirique The Piranha, la publication générale T.C.D. Miscellany (fondé en 1895 ; l'un des plus anciens magazines irlandais), la revue cinématographique Trinity Film Review (TFR) et la revue littéraire Icarus. Parmi les autres publications, la Student Economic Review et la Trinity College Law Review, produites indépendamment par des étudiants en économie et en droit respectivement, le Trinity College Journal of Postgraduate Research, produit par le syndicat étudiant diplômés, la Social and Political Review (SPR), le Trinity Student Medical Journal, The Attic, des écrits d'étudiants produits par la Dublin University Literary Society, l'Afro-Caribbean Journal produit par la Afro-Caribbean Society, et Grass, un magazine intermédiaire basé sur la collaboration entre les médias,. Parmi les publications récentes, citons le réactionnaire The Burkean Journal, un magazine politiquement et culturellement conservateur qui porte le nom d'un de ses anciens élèves, Edmund Burke.

### Le Trinity Ball
Le bal de Trinity ou The Trinity Ball, qui attire 7 000 participants. Jusqu'en 2010, il se tenait chaque année le dernier jour d'enseignement du troisième trimestre (Trinity Term) pour célébrer la fin des cours et le début de la Trinity Week. En raison de la restructuration de l'enseignement du Collège, le bal de 2010 a eu lieu le dernier jour de la Trinity Week ; en 2011, le bal a eu lieu le dernier jour du deuxième trimestre (Hilary Term) avant le début de la Trinity Week. Il est organisé par les responsables des divertissements de le syndicat étudiant et la Dublin University Central Societies Committee. Le bal a fêté son 50e anniversaire en 2009.

### Le syndicat étudiant
Le syndicat des étudiants (SU) est un organisme reconnu de représentation des étudiants entre les étudiants de premier cycle et les autorités de l'université et du collège. Un président, un responsable de la communication, un responsable du bien-être, un responsable de l'éducation et un responsable du divertissement sont élus chaque année. Le président, le responsable des affaires sociales et le responsable de l'éducation sont également membres du conseil d'administration du collège.
Le syndicat des étudiants diplômés (GSU), tout comme l'association du gouvernement étudiant, est un organe de représentation reconnu entre les étudiants diplômés et les autorités de l'université et du collège ; le président du GSU est membre du conseil d'administration du collège.
Le syndicat des étudiants diplômés publie chaque année le Journal of Postgraduate Research.

## Les traditions et la culture

### Commons

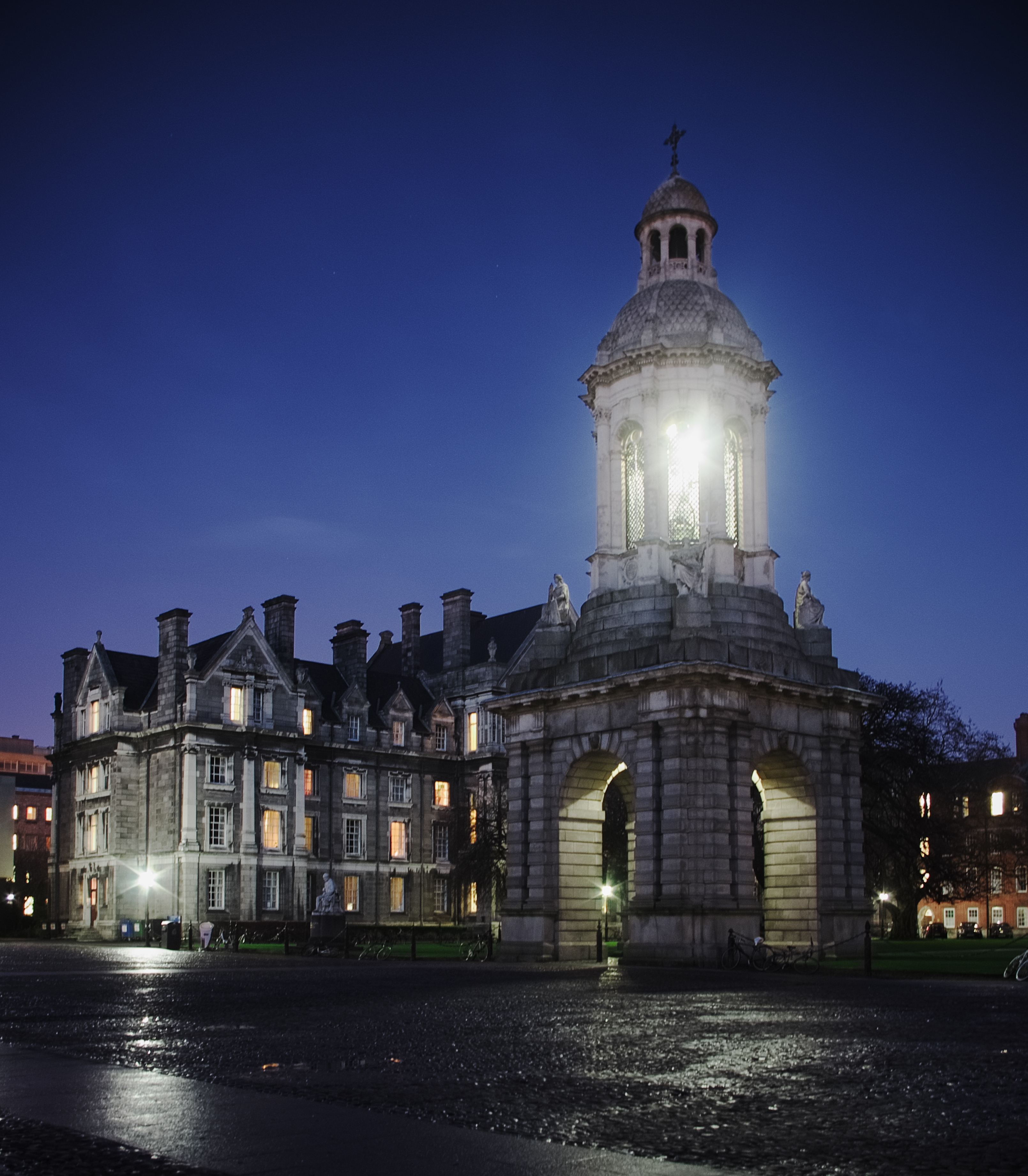
Le Campanile.

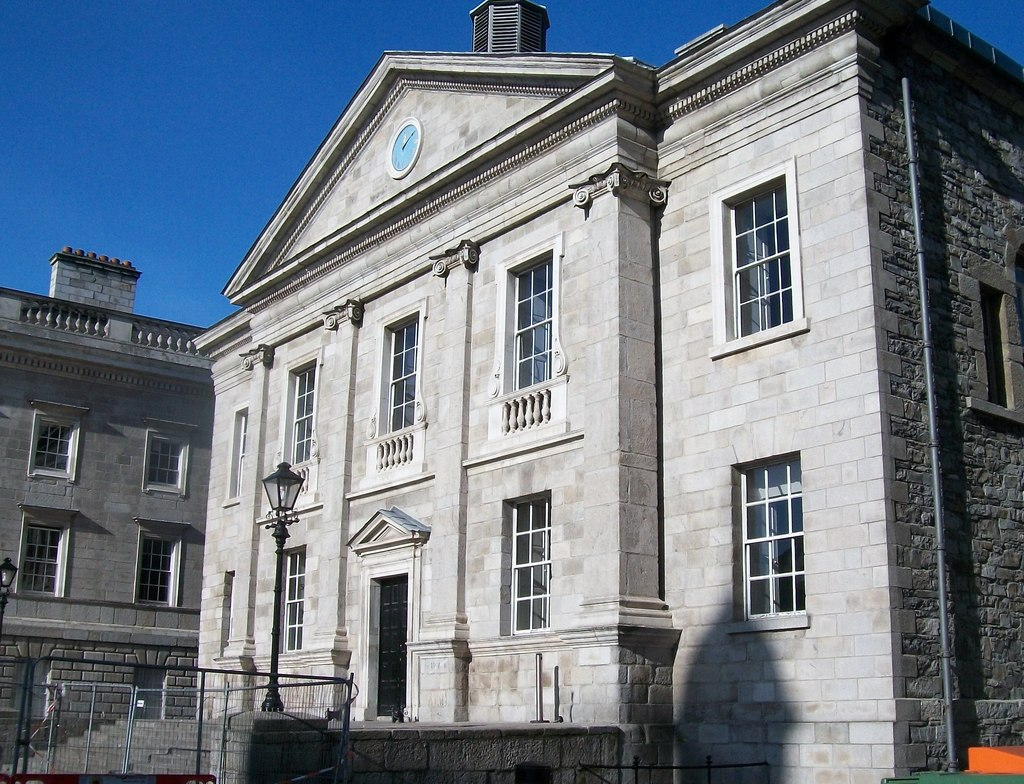
Le Dining Hall.

Le commons est un repas à trois plats servi dans le College Dining Hall du lundi au vendredi, auquel participent les boursiers, les fellows et les sizars du collège, ainsi que d'autres membres de la communauté du collège et leurs invités.
Le commons commencent à 18h15 pendant la semaine, et leur début est signalé par un claquement des portes du Dining Hall. La cloche du Campanile du collège est sonnée à 18h00 pour informer les participants au dîner.
Une grâce latine est dite « avant et après le dîner », lue par l'un des boursiers.
« Ante Prandium »

« Oculi omnium in te sperant Domine. Tu das iis escam eorum in tempore opportuno. Aperis tu manum tuam, et imples omne animal benedictione tua. Miserere nostri te quaesumus Domine, tuisque donis, quae de tua benignitate sumus percepturi, benedicito per Christum Dominum nostrum. »

« Post Prandium »

« Tibi laus, tibi honor, tibi gloria, O beata et gloriosa Trinitas. Sit nomen Domini benedictum et nunc et in perpetuum. Laudamus te, benignissime Pater, pro serenissimis, regina Elizabetha hujus Collegii conditrice, Jacobo ejusdem munificentissimo auctore, Carolo conservatore, ceterisque benefactoribus nostris, rogantes te, ut his tuis donis recte et ad tuam gloriam utentes in hoc saeculo, te una cum fidelibus in futuro feliciter perfruamur, per Christum Dominum nostrum. »

Traduction en français : 
« Avant le dîner »

« Les yeux de tous espèrent en toi, ô Seigneur. Tu leur donnes de la viande en temps voulu. Tu ouvres ta main, et tu remplis de bénédiction tout être vivant. Aie pitié de nous, nous te supplions, Seigneur, et bénis tes dons, que de ta bonté nous allons recevoir, par le Christ notre Seigneur. »

« Après le dîner »

« A toi la louange, à toi l'honneur, à toi la gloire, ô Trinité bénie et glorieuse. Béni soit le nom du Seigneur, maintenant et pour toujours. Nous te louons, très gracieux Père, pour les plus sereins, la Reine Elizabeth la fondatrice de ce collège, James son plus généreux constructeur, Charles son conservateur, et nos autres bienfaiteurs. Nous te demandons, alors que nous utilisons ces dons à juste titre et pour ta gloire en ce moment, d'exalter en toi, avec les fidèles, le bonheur futur, par le Christ notre Seigneur. »

Pendant l'Avent, les membres de la chorale de la chapelle chantent des chants de Noël pour accompagner les repas.

### Trinity Week
La semaine de la Trinité (Trinity Week) commence chaque année le lundi de la Trinité à la mi-avril.
Le début de la Trinity Week est marqué par l'élection des fellows et des boursiers au collège le lundi de la Trinité. Le conseil d'administration du collège, après avoir choisi les nouveaux boursiers (ceux qui ont obtenu une bourse de la fondation) et les fellows, annonce sur la place principale ceux qui ont été nommés, avant qu'un service œcuménique ne soit organisé dans la chapelle du collège, avec une musique chantée par la chorale de la chapelle.

### Autres traditions
Il existe une rivalité de longue date avec le University College Dublin, situé dans la même comté de Dublin, qui est en grande partie de nature amicale. Chaque année, une compétition est organisée entre les clubs sportifs de chaque université.
La plupart des étudiants du collège (surtout les étudiants de premier cycle) ne passent jamais sous le Campanile, car la tradition veut que si la cloche sonne pendant qu'ils passent sous le Campanile, ils échouent à leurs examens annuels. Cela n'est annulé que s'ils touchent le pied de la statue de George Salmon dans les cinq secondes qui suivent la sonnerie de la cloche.

## Dans la culture
Des scènes de Michael Collins, La Grande Attaque du train d'or, L'Éducation de Rita, Ek Tha Tiger ont été tournées au sein du Trinity College. L'université a aussi servi de décor pour le quartier général de la Luftwaffe dans Le Crépuscule des aigles.
L'écrivain irlandais J. P. Donleavy, ancien étudiant de Trinity, publia bon nombre de livres avec pour protagonistes des étudiants à l'université dublinoise. Dans sa série littéraire Les Aubreyades de Patrick O'Brian, le personnage de Stephen Maturin est diplômé du Trinity College.
Dans la série Les Chroniques de MacKayla Lane de Karen Marie Moning, Trinity College serait le lieu où le personnage principal, Alina, la sœur de MacKayla Lane, fréquentait l'école grâce à une bourse d'études avant d'être assassinée. Le collège est également l'endroit où travaillent plusieurs des personnages secondaires qui informent Mme Lane sur sa sœur.
Dans le roman Merci pour les souvenirs, écrit par l'auteur irlandaise Cecelia Ahern, Justin Hitchcock est conférencier invité au Trinity College.
Dans le roman à succès de Sally Rooney, Normal People, paru en 2018, les deux personnages principaux, Connell et Marianne, sont étudiants au Trinity College. Sally Rooney a elle-même étudié l'anglais en tant que boursière à Trinity. Connell Waldron est joué par Paul Mescal, ancien étudiant du Trinity College (The Lir Academy),.

## Personnalités liées au Trinity College

### Professeurs
Le mathématicien William Rowan Hamilton fut nommé professeur d'Astronomie (Andrews professorship) à l'âge de 22 ans, alors qu'il était encore étudiant. Il passa le reste de sa vie à l'observatoire Dunsink près de Dublin en se consacrant à des recherches théoriques, notamment en algèbre, optique, et mécanique analytique où ses travaux se révèleront essentiels pour la mécanique quantique. Le Hamilton Mathematics Institute (HMI) a été inauguré en 2005 à l'occasion du 200e anniversaire de sa naissance.
Le grammairien Jacob Weingreen enseigna l'hébreu au Trinity College de 1939 à 1979. Sa collection d'objets d'archéologie proche-orientale est rassemblée au musée Weingreen, situé dans l'enceinte de l'université.
Deux présidentes de la république d'Irlande étaient professeures de droit à Trinity : Mary McAleese et Mary Robinson.

### Élèves

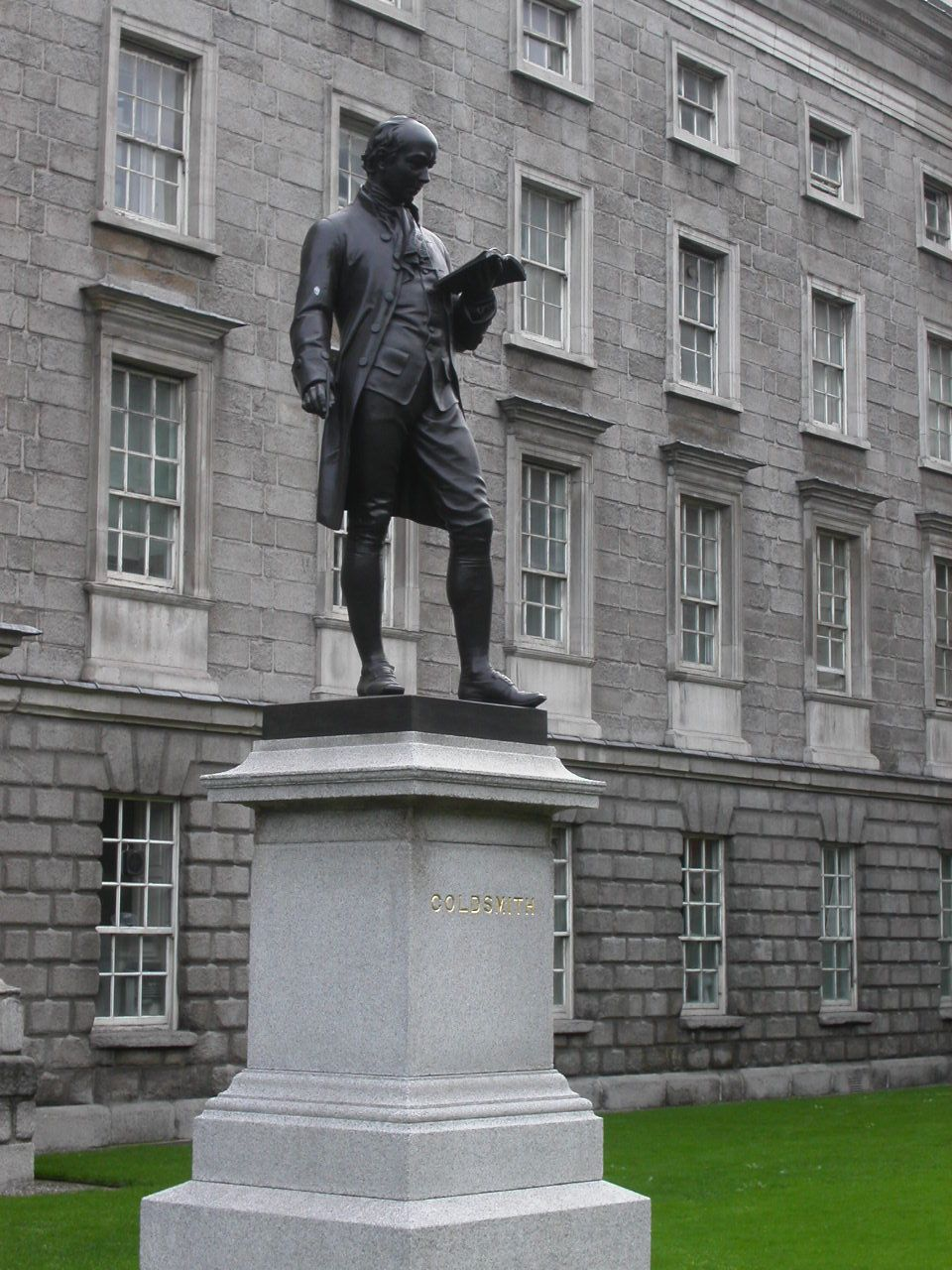
La statue d'Oliver Goldsmith dans le campus.

Parmi les anciens élèves de l'université (alumni), on compte :
- Samuel Beckett, lauréat du Prix Nobel de littérature
- George Berkeley
- Edmund Burke
- Denis Parsons Burkitt
- Rachel Burrows
- John Bagnell Bury
- Edward Carson
- Richard Carey
- Helen Chenevix
- Serge Doubrovsky
- Robert Emmet
- Gay Firth
- Percy French
- Sinéad Griffin
- Rosy Gibb, clown
- Oliver Goldsmith
- Lilian Jane Gould
- Henry Grattan
- William Rowan Hamilton
- Conor Hanratty
- Kerry Healey
- Douglas Hyde
- William Edward Hartpole Lecky
- George Jerrard
- Douglas Kennedy
- Ada Leask
- Thomas Leland
- George Macartney
- Ethna MacCarthy
- Sir John MacNeill
- Barry McCrea
- Eímear Noone
- Olive Purser
- Mary Robinson
- William Stoddart
- Barbara Stokes
- William Stokes
- Bram Stoker
- Robert Henry Scott
- Jonathan Swift
- John Millington Synge
- John Todhunter
- William Trevor
- James Ussher
- Ernest Walton
- Geoffrey Wigoder
- Oscar Wilde
- Theobald Wolfe Tone
- Katie McGrath
- Ella Young
- John Kells Ingram
- Dominic West
- Sally Rooney
- Leo Varadkar
- Paul Mescal

### Titulaires d'un titre honorifique (honoris causa)
En novembre 2015, le militant LGBT Rory O'Neill alias Panti, la défenseure des droits de la femme et de l'enfant Graca Machel,  Peter McVerry (en) prêtre catholique militant en faveur des SDF, le sénateur David Norris et Tomas Reichental, auteur et survivant de l'holocauste ont reçu un Doctorat honoris causa de l'université.